# Schmölln
Schmölln ist eine Stadt im thüringischen Landkreis Altenburger Land, liegt an der Sprotte in der historischen Landschaft des Osterlands. Bekannt geworden ist sie vor allem durch die Knopf- und die Zahnbürstenindustrie im 19. Jahrhundert.

## Geographie

### Geographische Lage
Die Ausläufer des Ronneburger Acker- und Bergbaugebietes liegen im südwestlichen Stadtgebiet um Selka und Weißbach. Die Stadt selbst liegt im Tal der Sprotte. Die höchste Erhebung Schmöllns ist der Schafberg in Sommeritz mit 293 m ü. NN.

### Nachbargemeinden
| Reichstädt, Schnaudertal, Starkenberg | Dobitschen, Göllnitz, Göhren                | Altenburg          |
| Löbichau                              | Kompassrose, die auf Nachbargemeinden zeigt | Nobitz, Gößnitz    |
| Vollmershain, Posterstein             | Thonhausen                                  | Heyersdorf, Ponitz |

### Stadtgliederung
Kernstadt

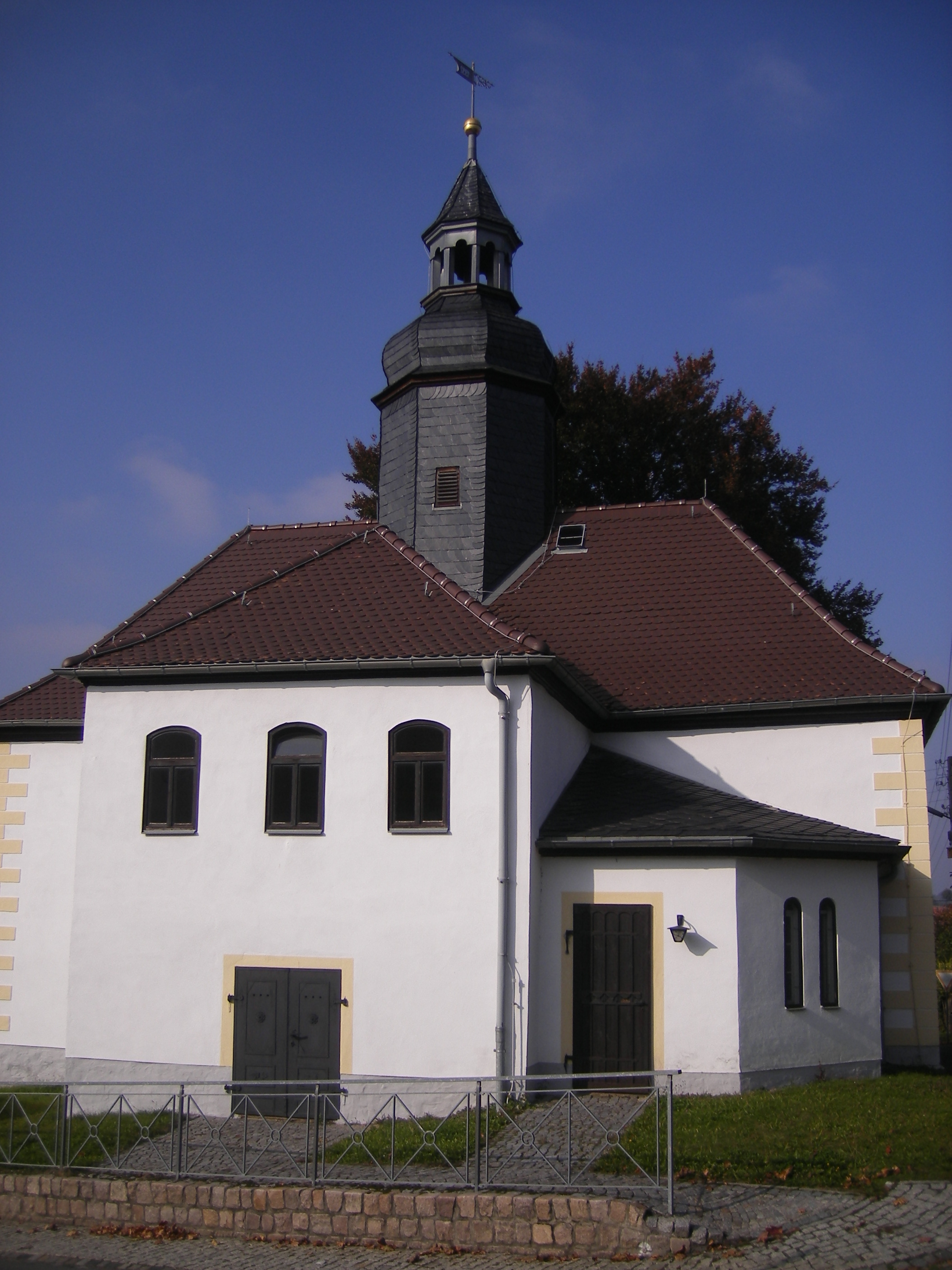
Kirche in Sommeritz

Zu Schmölln gehören neben der Kernstadt noch folgende 44 Ortsteile, die im Folgenden nach ihren Eingemeindungsdaten aufgelistet sind:
| Eingemeindungsdatum | Orte |
| ------------------- | --- |
| 1. Oktober 1922     | Nitzschka |
| 1. Oktober 1922     | Sommeritz |
| 1. Oktober 1922     | Zschernitzsch |
| 1. Juli 1950        | Bohra |
| 1. Juli 1950        | Kummer |
| 1. Januar 1974      | Schloßig mit 0Nödenitzsch |
| 8. März 1994        | Weißbach mit 0Brandrübel, Selka |
| 1. Januar 1996      | Großstöbnitz mit 0Kleinmückern, Papiermühle |
| 1. Januar 2019      | Altkirchen mit 0Gimmel, Gödissa, Göldschen, 0Großtauschwitz, Illsitz, Jauern, 0Kleintauschwitz, Kratschütz, Nöbden, 0Platschütz, Röthenitz, Trebula |
| 1. Januar 2019      | Drogen mit 0Mohlis |
| 1. Januar 2019      | Lumpzig mit 0Braunshain, Großbraunshain, Hartha, 0Kleintauscha, Prehna                                                                              |
| 1. Januar 2019      | Nöbdenitz mit 0Burkersdorf, Lohma, Untschen, Zagkwitz                                                                                               |
| 1. Januar 2019      | Wildenbörten mit 0Dobra, Graicha, Hartroda, Kakau                                                                                                   |

## Geschichte
Im heutigen Bohra bei Schmölln bestand in der Bronzezeit eine größere Siedlung. Sie wurde im Jahr 2008 gefunden und archäologisch ausgewertet. Seit dem 7. Jahrhundert ist eine slawische Besiedlung im Raum Schmölln belegt.

### Mittelalter

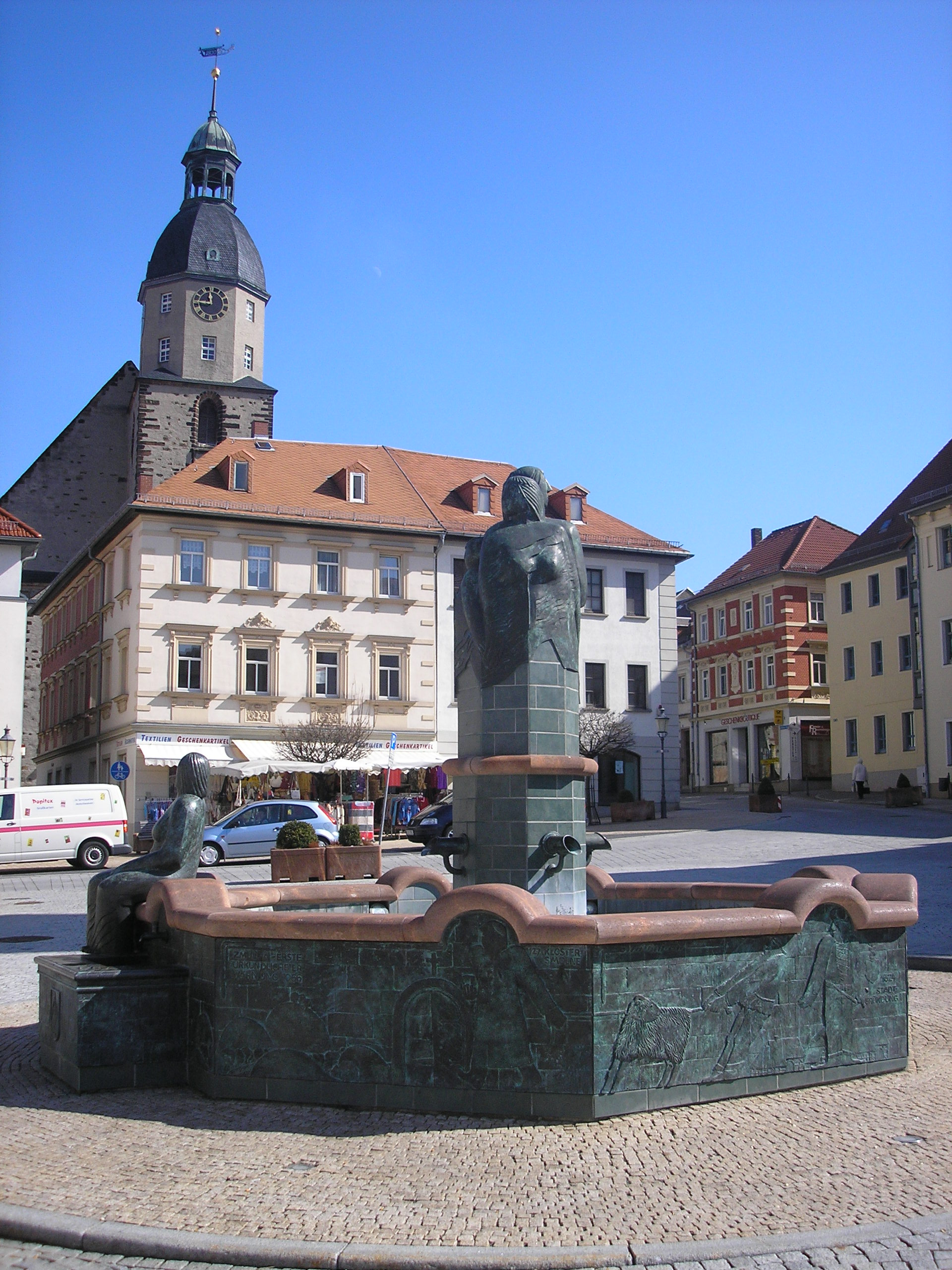
Der Marktbrunnen stellt die knapp 1000-jährige Geschichte dar

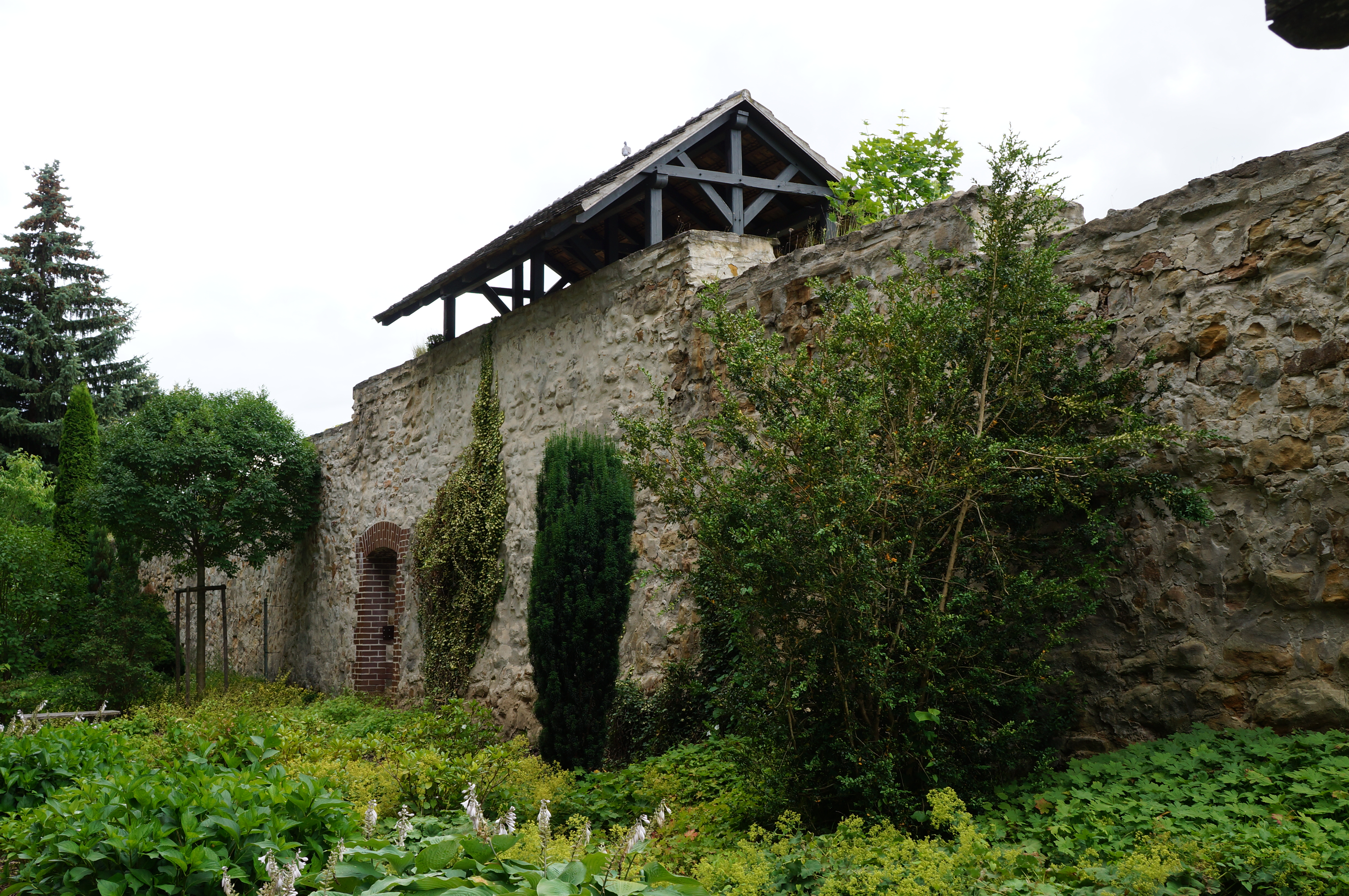
Reste der Stadtmauer an der Schulstraße

1066 wurde der Name abbatia zmulna erstmals urkundlich erwähnt, als das damals bereits bestehende Benediktinerkloster mit Markt-, Münz- und Zollrechten dem Bistum Naumburg überwiesen wurde. Es wird vermutet, dass der Name vom sorbischen smola für Pech, Teer abgeleitet wird und so auf das Pechsieden mit Kiefernholz in Schmöllner Frühzeit hinweist. Nach einer gefälschten Urkunde des Klosters Pforta (heute Schulpforta) soll Bruno, der „Graf in Pleißen“, 1127 den Bau eines zweiten, dem Zisterzienserorden zugehörigen Klosters auf dem Pfefferberg veranlasst haben. Dieses sei 1138/40 nach Pforta verlegt worden. Seine weiter bestehende Marienkirche erlangte vom 13. bis zum 16. Jahrhundert Bedeutung als deutscher Marienwallfahrtsort. Die Marienkirche „Unserer Lieben Frau auf dem Berge“ wurde 1525 im Bauernkrieg zerstört, vier Jahre später wurde die Reformation eingeführt.
Vermutlich in der Karolingerzeit wurde die im Nordosten der Stadt in günstiger Lage über dem Sprottetal liegende Ringwallanlage angelegt. Sie sicherte die Sprottefurt an der von Halle über Pegau und Altengroitzsch nach Süden führenden Salzstraße. Da Thakulf, der Markgraf der Sorbenmark, im Jahr 848 Besitz im benachbarten Saara an das Kloster Fulda verschenkte, käme er auch als Initiator dieser Anlage in Betracht. 1847 fand man Mauerreste, Eisen- und Knochengeräte und menschliche Skelettteile. Die Mauerreste weisen auf eine Nutzung bis ins Hochmittelalter hin.
Schmölln erhielt zwischen 1324 und 1329 das Stadtrecht. In jener Zeit unterstanden das Kloster und die Ländereien Heinrich Reuß von Plauen. Unter den Vögten von Weida, Gera und Plauen, die als „die Reußen“ bekannt sind, entstanden in Schmölln ein feudales Schloss, eine trutzige Wasserburg und eine Stadtmauer. Diese in Teilen bis heute noch sichtbare, acht Meter hohe Ringmauer umschloss die Stadtkirche, den Markt und die ganze mittelalterliche Stadt. Da die Vögte im 14. Jahrhundert aber an Einfluss verloren, fiel Schmölln von 1398 bis 1410 erstmals und 1419 dann endgültig an die Wettiner.

### Neuzeit

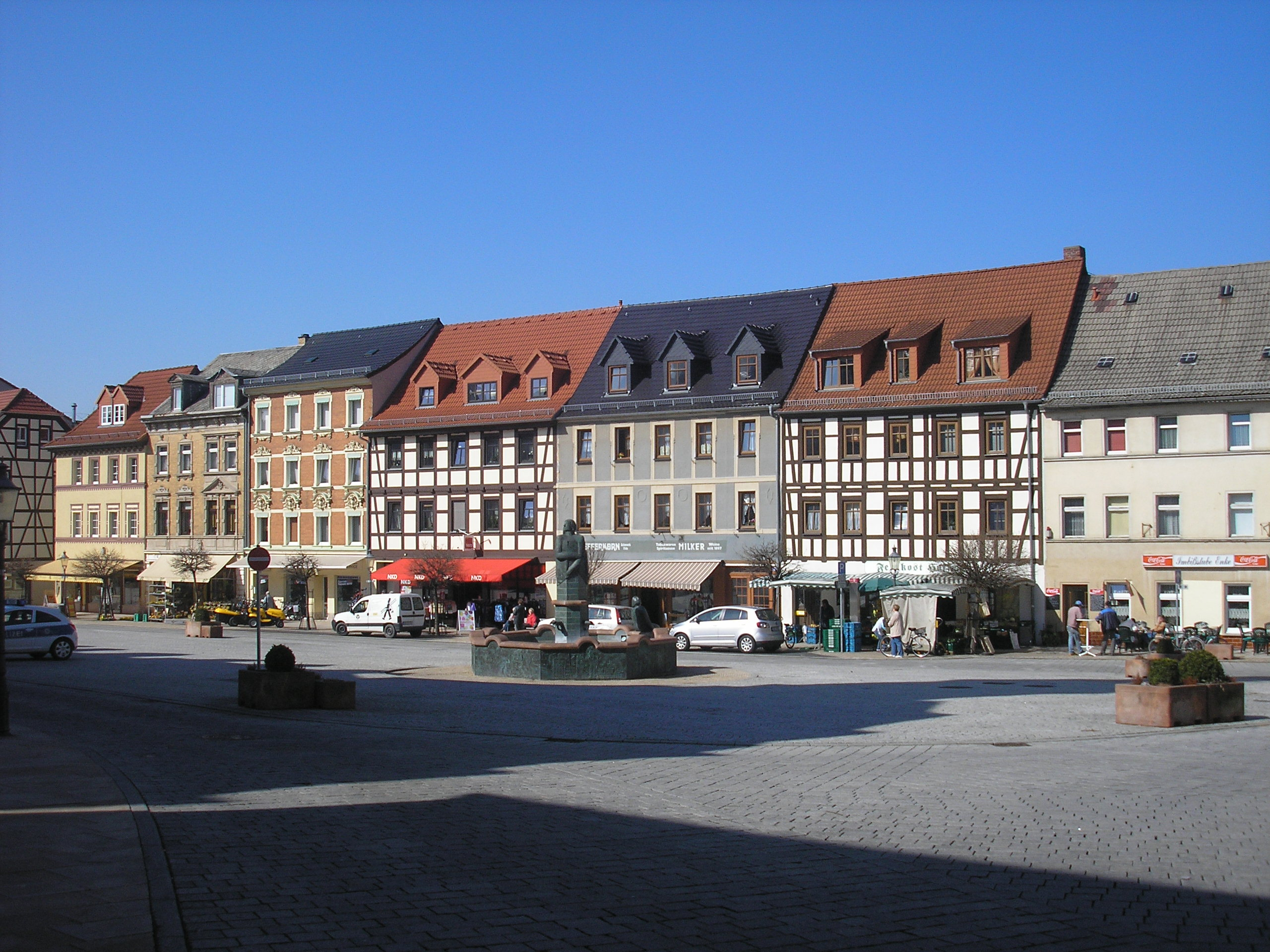
Nordseite des Markts

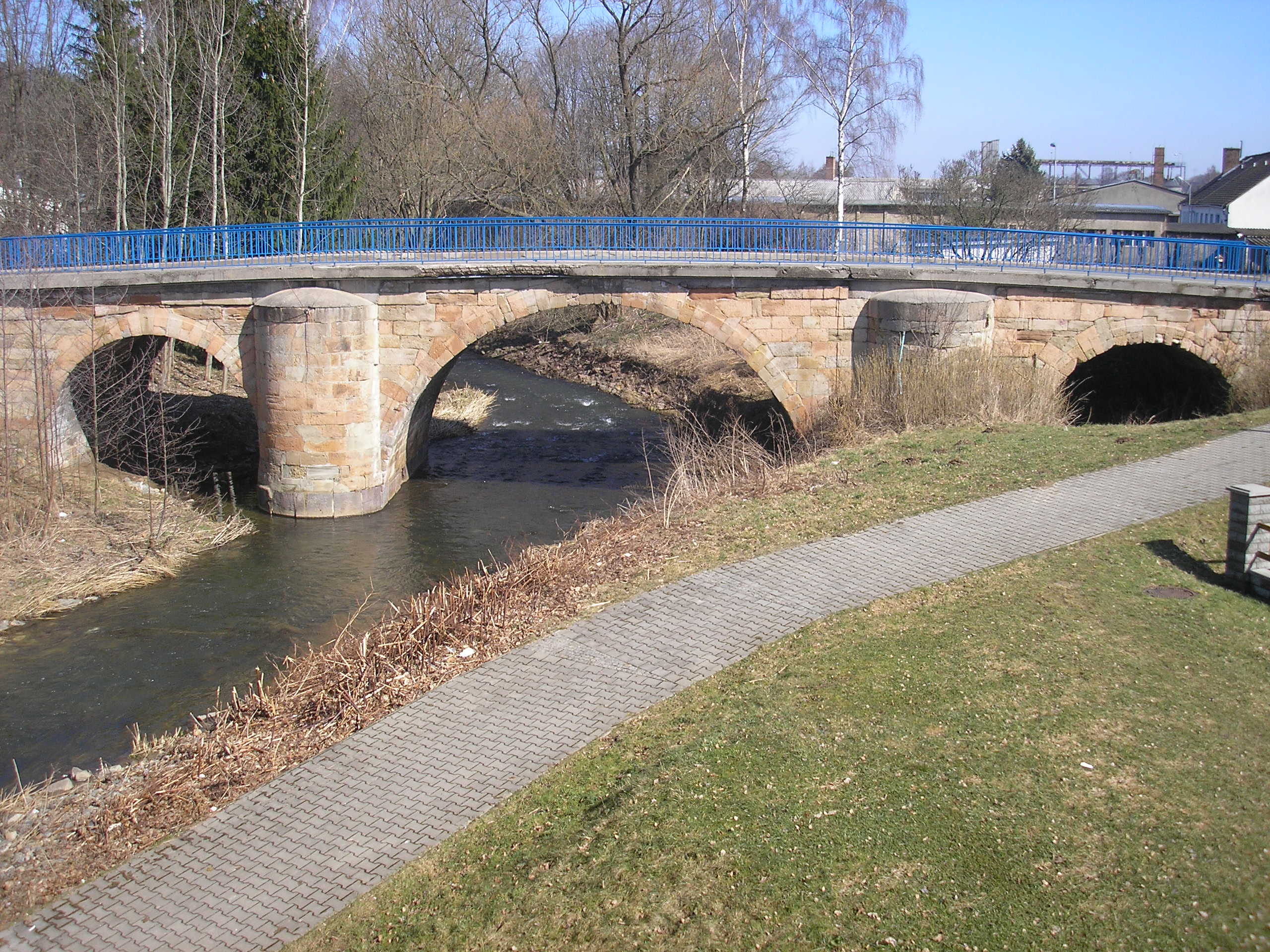
Alte Brücke über die Sprotte

Schmölln wechselte im Laufe der Jahrhunderte oft seine administrative Zugehörigkeit. Durch die Leipziger Teilung im Jahre 1485 wurde die Stadt im wettinischen Amt Altenburg dem ernestinischen Kurfürstentum Sachsen zugeschlagen, das nach der Wittenberger Kapitulation 1547 albertinisch wurde. Durch den Naumburger Vertrag wurde die Stadt Schmölln mit dem Amt Altenburg im Jahr 1554/57 wieder den Ernestinern übergeben. Sie gehörte in der Folgezeit diesen Ernestinischen Herzogtümern an: Herzogtum Sachsen (1554 bis 1572), Herzogtum Sachsen-Weimar (1572 bis 1603), Herzogtum Sachsen-Altenburg (1603 bis 1672), Herzogtum Sachsen-Gotha-Altenburg (1672 bis 1826).
Durch die Neuordnung der Ernestinischen Herzogtümer im Jahre 1826 kam die Stadt an das neu gegründete Herzogtum Sachsen-Altenburg, wo sie bis 1918 verblieb. Nach der Verwaltungsreform im Herzogtum gehörte Schmölln bezüglich der Verwaltung zum Ostkreis (bis 1900) bzw. zum Landratsamt Ronneburg (ab 1900).
Von 1918 bis 1920 gehörte Schmölln dann zum Freistaat Sachsen-Altenburg, bevor dieser im neu gebildeten Land Thüringen aufging. Im Jahr 1922 wurde Schmölln dem Landkreis Altenburg angegliedert.
Dem zu Anfang des 15. Jahrhunderts bezeugten Rat wurden 1484 die Nieder- und Obergerichte überlassen, seit 1698 übte ein herzoglicher Schultheiß die volle Stadtverwaltung aus.

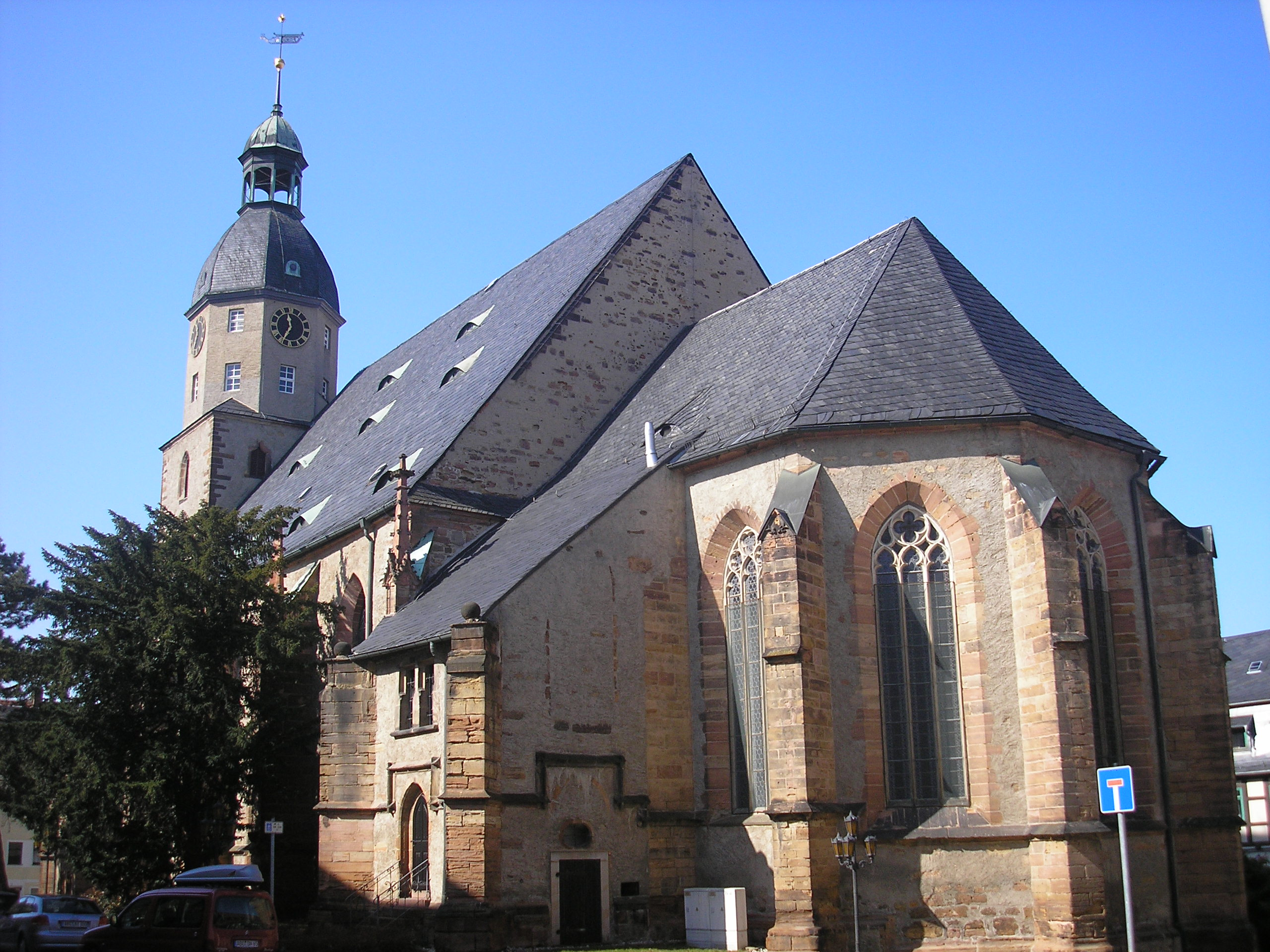
Evangelische Stadtkirche

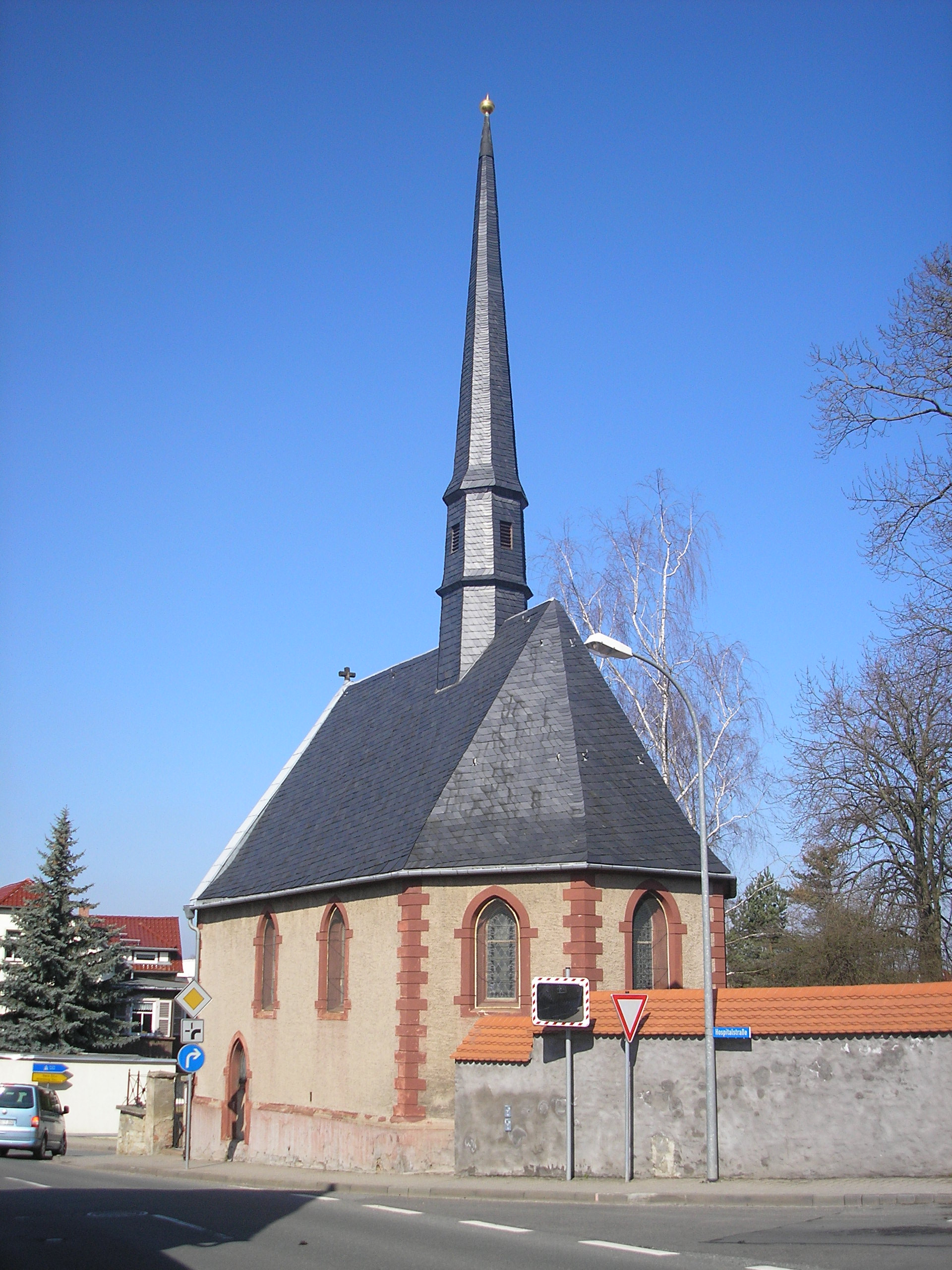
Hospitalkirche

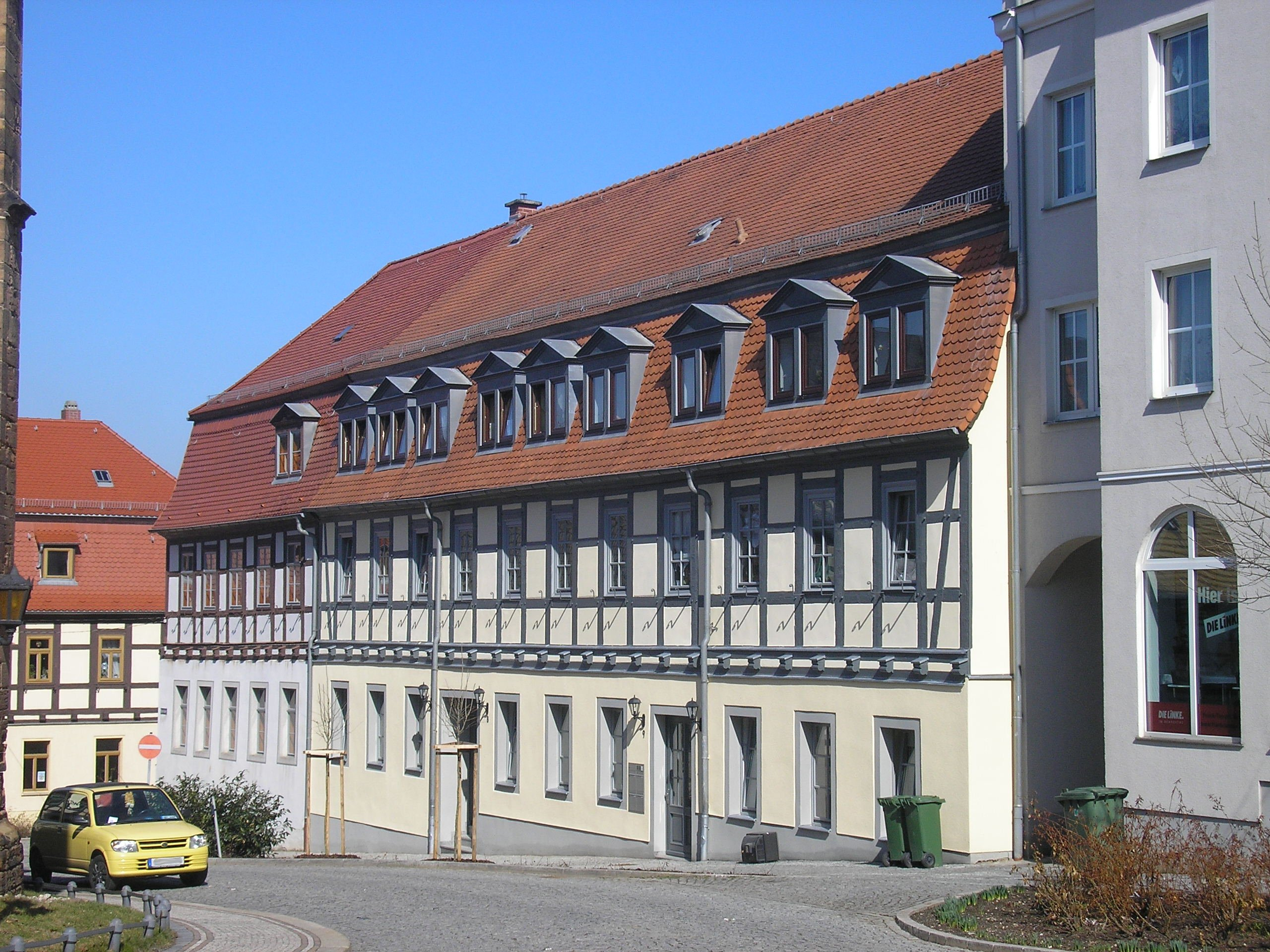
Fachwerk am Kirchplatz

Während des Dreißigjährigen Krieges erlebten die Schmöllner 1630/31 sowie 1632 mehrere Durchzüge schwedischer, aber auch kaiserlicher Truppen. Die Söldner plünderten die Häuser der ansässigen Bewohner, um sich mit Nahrungsmitteln und Ausrüstung, u. a. für die bevorstehende Schlacht bei Lützen, zu versorgen. In dieser eh schon angespannten, von Entbehrungen geprägten Situation wurde das Leid der Menschen durch den Ausbruch einer Pestepidemie 1633 zusätzlich verschärft.
Eine Zäsur in der Stadtgeschichte bildet der verheerende Stadtbrand vom 19. Oktober 1772, bei dem binnen 12 Stunden ein Großteil der damaligen Stadt (228 Häuser, ca. 70 Scheunen und weitere Stadtgebäude, darunter auch das Rathaus) zerstört wurde. Vermutlich war Brandstiftung in einer Scheune auf dem heutigen Goetheplatz die Ursache des Feuers. Die „Brandstraße“ unterhalb des Marktes verweist noch auf das Ereignis, das sonst kaum mehr Spuren hinterlassen hat, da in dessen Folge die heute vorzufindende Bausubstanz – auch viele Fachwerkbauten – errichtet wurde. Die Stadtkirche Sankt Nicolai, im 15. Jahrhundert erbaut, wurde beim großen Stadtbrand ebenfalls weitgehend zerstört. Lediglich der nach Süden weisende Gebäudeteil, welcher das Stadtarchiv enthielt, blieb dank der Löschbemühungen unversehrt. Nach dem Brand wurde das Bauwerk in heutiger Form als dreischiffige, spätgotische Hallenkirche mit verändertem Turm neu errichtet.
Schmölln lag 1813 im Aufmarschgebiet der Völkerschlacht bei Leipzig. Daher kam es im Stadtgebiet und Umland zu zahlreichen Truppeneinquartierungen und Schmölln wurde Lazarettstandort.

### Zeitalter der Industrialisierung
In der städtischen Wirtschaft herrschten Tuchmacher, Zeug- und Leinenweber vor, doch konnte sich Schmölln innerhalb der „Bannmeile“ von Altenburg nur langsam entfalten. Seit 1830 wurde die Bürstenfabrikation betrieben.

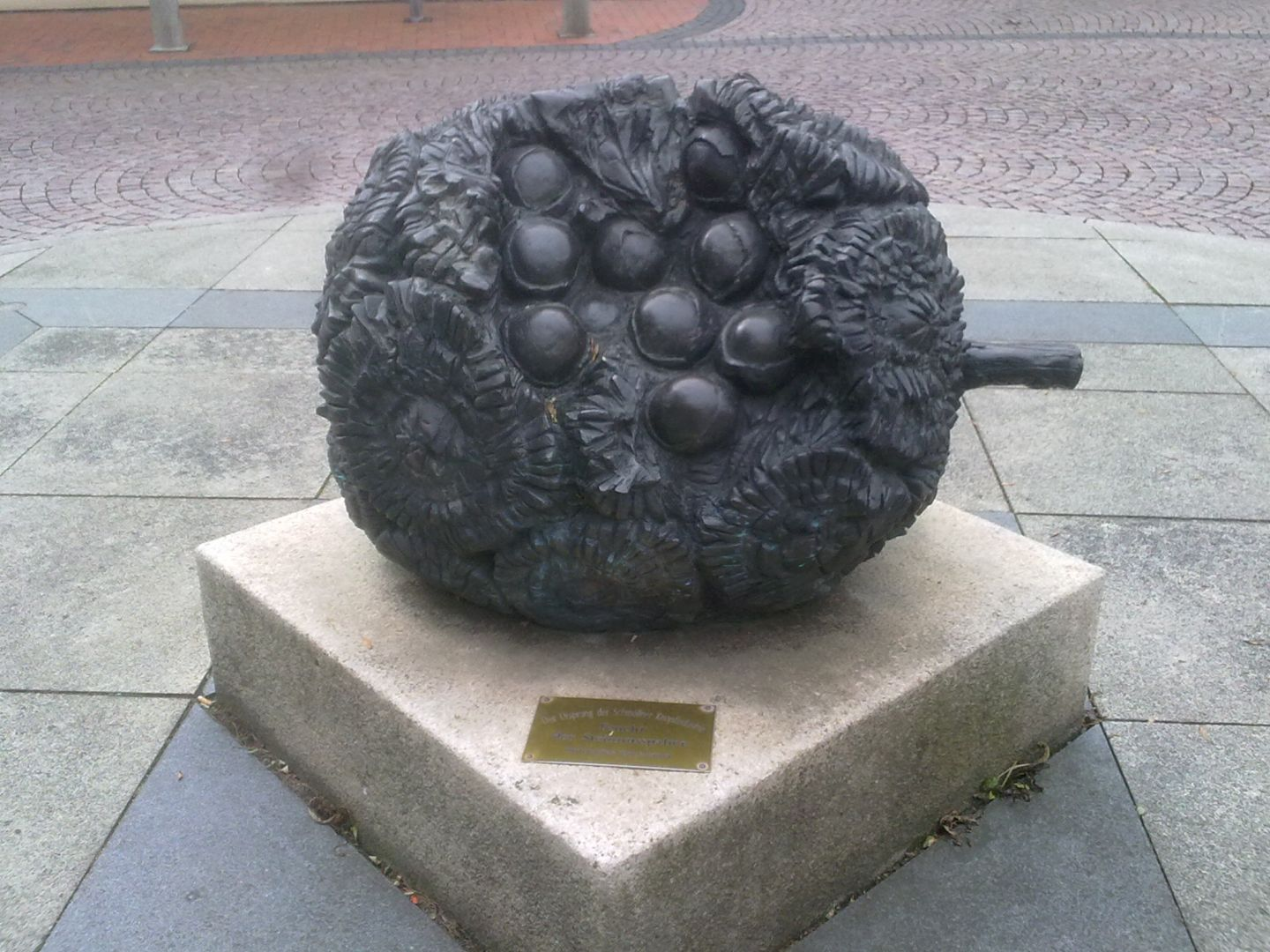
Steinnuss-Plastik vor dem Knopfmuseum

1849 wurde der gebürtige Altenburger Notar Otto Heinrich Hase Bürgermeister Schmöllns, der dieses Amt bis zu seinem Tod 1884 bekleidete. Mit einer Dienstzeit von über 34 Jahren war er das bisher am längsten amtierende Stadtoberhaupt. Dank seines ambitionierten Einsatzes erlebte Schmölln einen fulminanten Aufstieg von einem durch Stadtbrand und Napoleonische Kriege gebeutelten Ackerbürgerstädtchen zu einer aufstrebenden Industriestadt. So bemühte er sich sowohl um eine moderne Infrastruktur als auch um die Ansiedlung von Industriebetrieben. 1850 wurde die städtische Sparkasse gegründet. 1863 meldete der Altkirchener Unternehmer Hermann Donath sein Gewerbe als Knopfmacher an und begründete damit die Schmöllner Knopfindustrie. Zunächst produzierte er Perlmuttknöpfe. Sein Bruder Valentin Donath fand aber in den Samen der Früchten von Steinnusspalmen ein perfektes Rohmaterial, das sehr hart und vor allem billig war, da es bis dahin nur als Ballast in Schiffen aus Südamerika diente. Daher begannen die Brüder Donath 1867 in ihrer neuen Fabrik mit der Produktion der nahezu unverwüstlichen Steinnussknöpfe. Begünstigt wurde dies dadurch, dass Schmölln 1865 eine Bahnanbindung nach Gera im Westen und nach Gößnitz im Osten erhielt, was einen optimalen Transport von Rohmaterial und Knöpfen ermöglichte. Immerhin wurden um 1900 jährlich 100.000 Zentner Steinnüsse ein- und etwa drei Millionen Knöpfe ausgeführt. Bis zur Jahrhundertwende entstanden in der „Knopfstadt“ 29 Knopffabriken. Zudem wurde 1895 in Schmölln der Verband der Steinnussfabrikanten gegründet und auch der Verband der Hornknöpfe produzierenden Unternehmer hatte seinen Sitz bis zum Ersten Weltkrieg in Schmölln. 1500 Menschen waren um 1900 in Knopffabriken tätig. Darüber hinaus nähten Frauen und viele Kinder in Heimarbeit Knöpfe auf Kartons oder „putzten“ Knöpfe. Auf diese Weise war etwa ein Drittel der Stadtbevölkerung in der Knopfindustrie beschäftigt.
Die Knopfindustrie brachte für die Stadt einen phänomenalen wirtschaftlichen Aufschwung und zog viele weitere Gewerbeansiedlungen wie Spinnereien, Textil- und Lederverarbeitung, Maschinenbau, Zigarren- und Kartonagefabriken nach sich. Zudem wurden auch Spielwaren, Schmuck, Uhrengehäuse und Füllfederhalter hergestellt. Schmölln wurde in der zweiten Hälfte des 19. Jahrhunderts zur Stadt mit den meisten Fabrikschloten im Herzogtum Sachsen-Altenburg. Die Einwohnerzahl stieg von 1860 bis 1900 von ehemals 4200 rasch an: Schmölln wurde 1900 mit 10.691 registrierten Einwohnern zur zweitgrößten Stadt des Herzogtums.
Mit dem wirtschaftlichen Aufstieg bereitete Bürgermeister Hase auch den Weg für den Einzug moderner Einrichtungen in Schmölln. So wurde 1866 die städtische Gasanstalt in Betrieb genommen und 1873 erhielt die Stadt ein funktionierendes Feuerlöschwesen. Darüber hinaus wurden unter Hase auch zahlreiche Baumpflanzungen zur Stadtbegrünung initiiert. In der Folge erhielten ab 1898 die ersten Schmöllner elektrischen Strom. 1900 eröffnete das städtische Krankenhaus mit 32 Betten. Mit der Realschule Schmölln kam 1902 eine weiterführende Bildungsanstalt hinzu. 1906 wurde das Stadtbad und 1912 eine katholische Kirche am Lindenberg eingeweiht. Der gewachsenen Prosperität Schmöllns wurde mit dem 1893 abgeschlossenen Bau des Wahrzeichens der Stadt, des eisernen Ernst-Agnes-Turms auf dem Pfefferberg, sowie mit der Landung des Luftschiffes „Sachsen“ 1913 in der Stadt zusätzlich Ausdruck verliehen.

### Zeit des Nationalsozialismus

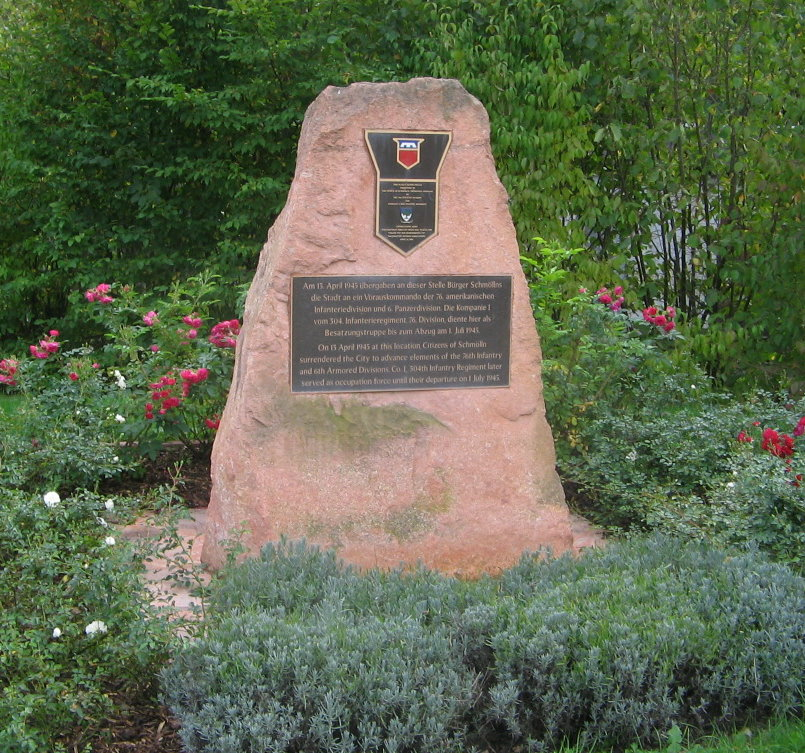
Gedenkstein an die amerikanische Besatzung 1945

Mit Schreiben des sächsischen Justizministers Otto Thierack vom 31. Juli 1933 wurde der in Schmölln wohnhafte Alwin Engelhardt (1875–1940) „bis auf weiteres“ als sächsischer Scharfrichter angestellt. Die Vollstreckung jedes Todesurteils wurde ihm mit 350 Reichsmark, bei mehreren gleichzeitigen Hinrichtungen – vorausschauend – jede weitere mit 150 Reichsmark, vergütet. Das Schmöllner Adressbuch von 1910 nannte Engelhardt als Geschäftsführer der Abdeckerei am Kemnitzgrund.
Der kommunistische Widerstandskämpfer Alfred Nitzsche aus Schmölln kam nach fünf Jahren Haft im Oktober 1944 im Zuchthaus Ludwigsburg ums Leben. An ihn erinnert die Alfred-Nitzsche-Straße. Während des Zweiten Weltkrieges wurden im Hotel „Deutscher Kaiser“ und in der Dampfziegelei „Mehlhorn & Sohn“ über 300 Zwangsarbeiter untergebracht, die für die Rüstung arbeiten mussten.
Am 13. April 1945 übergaben die Schmöllner Bürger die Stadt an ein Vorauskommando der 76. US-amerikanischen Infanteriedivision und 6. Panzerdivision. Diese dienten in Schmölln als Besatzungstruppen bis zum 1. Juli 1945. Daran erinnert heute ein Gedenkstein.
Die US-Amerikaner übergaben im Juli 1945 die Besatzung an sowjetische Streitkräfte.

### Nachkriegszeit

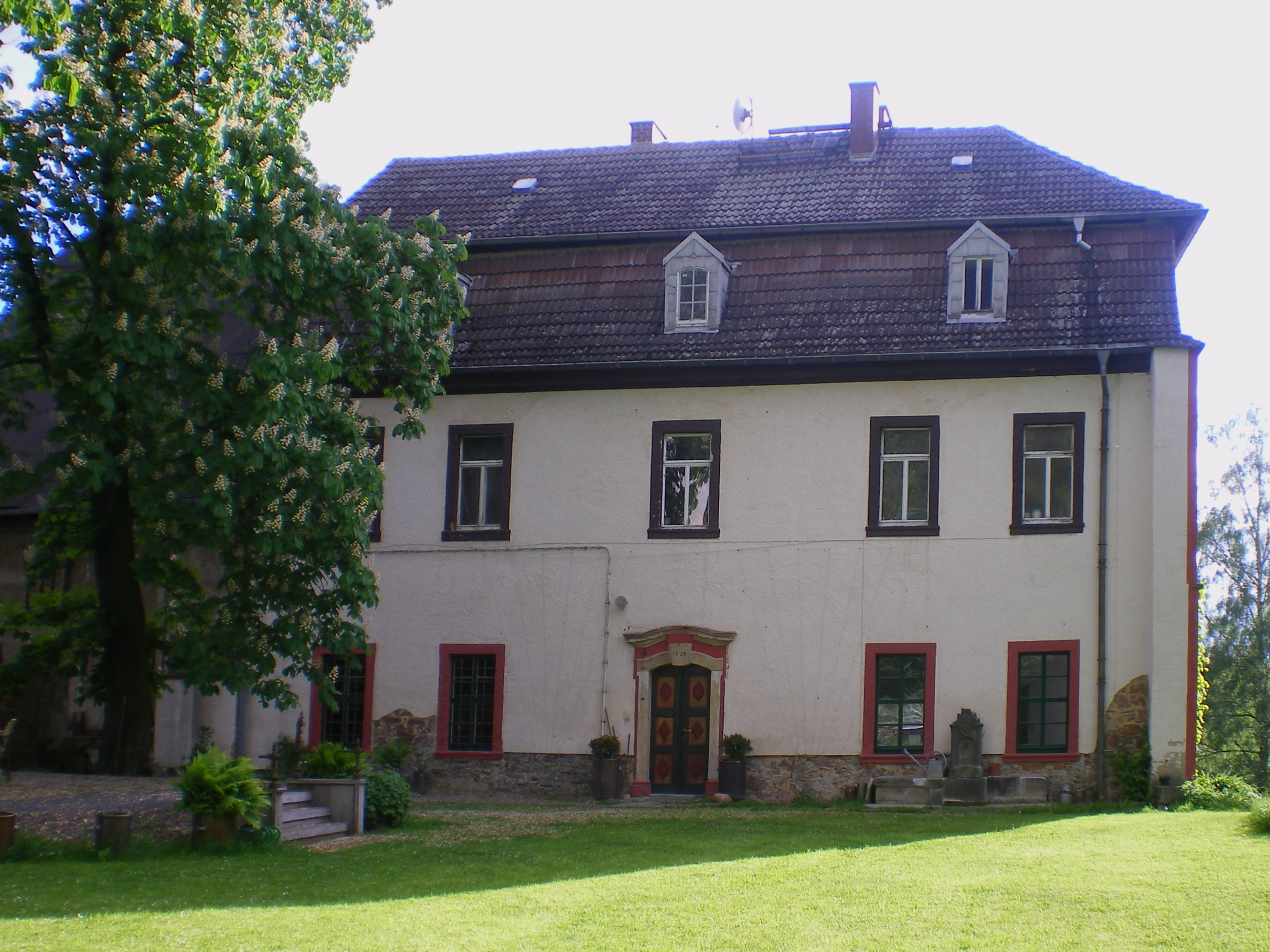
Seitenflügel des Selkaer Schlosses

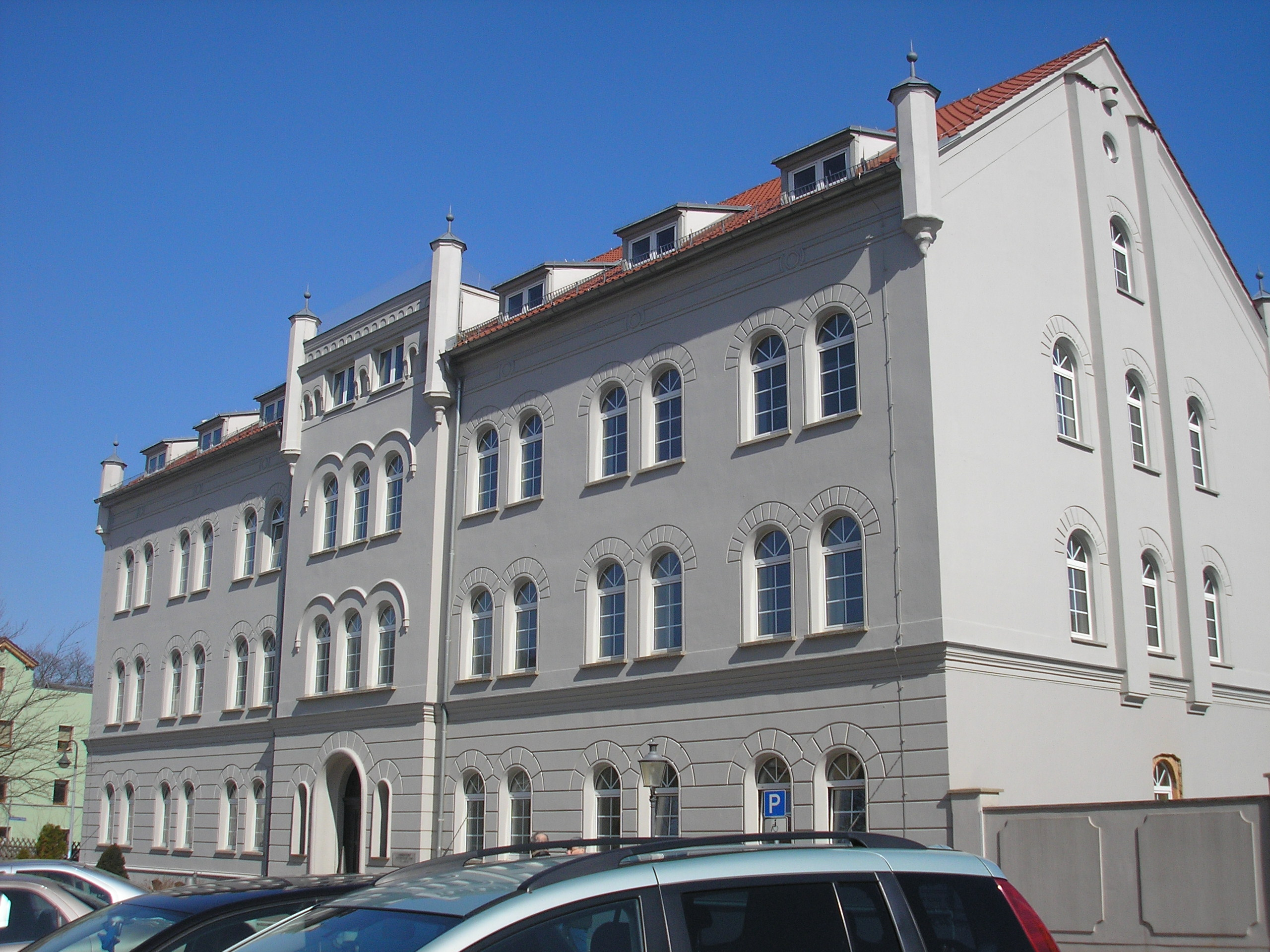
Landratsamt in Schmölln

In Selka gab es ein Schloss der Familie von Thümmler. Die Besitzer wurden 1945 entschädigungslos enteignet, die seit 1944 einquartierten Flüchtlinge des Gebäudes verwiesen und das Schloss 1948 gesprengt. Grundlage war der Befehl 209 der SMAD. Nur die Kirche und ein unscheinbarer Seitenflügel blieben erhalten.
Die Verwaltungsreform 1952 führte dazu, dass Schmölln aus dem Territorium des aufgelösten Landes Thüringen herausgetrennt und dem Bezirk Leipzig zugeschlagen wurde. Schmölln wurde Kreissitz des gleichnamigen Landkreises.
Am 17. Juni 1953 legten die Arbeiter in den großen Schmöllner Betrieben ihre Arbeit nieder und bekundeten ihren Umwillen mit einer Großdemonstration vor dem Rathaus, welche durch die Sowjetarmee aufgelöst wurde. Die Produktionsstruktur wandelte sich aufgrund der neuen Rahmenbedingungen in der DDR. Aus der Knopfindustrie ging die kunststoffverarbeitende Industrie hervor, die sich neben dem Maschinenbau und der Schuhfabrikation zu den größten Produktionszweigen der sog. volkseigenen Industrie entwickelte. Unter anderem wurden hier im VEB Galfütex Schmölln so Diarahmen, Fotoschalen und Gerätekästen produziert. Der Betrieb gehörte erst zum Kombinat Plast- und Elastverarbeitung, ab 1982 zum Fotochemischen Kombinat Wolfen.
Infolge des gewaltigen Zustroms von Flüchtlingen des Zweiten Weltkrieges wurde die Wohnungsnot zunehmend prekärer. Um die Knappheit an Wohnraum zu bewältigen, wurden im Zuge eines Wohnungsbauprogramms 1952–1968 zahlreiche Mehrfamilienhäuser im neu entstandenen „Robert-Koch-Viertel“ errichtet. Da die Wohnungsknappheit weiterhin problematisch war und sich in den 1980ern erneut verschärfte, wurde 1988–1991 das Plattenbaugebiet „Heimstätte“ im Süden der Stadt erschlossen. Ursprünglich war es vorwiegend für Bergarbeiterfamilien des Uranerzbergbaues durch die Wismut bei Ronneburg gedacht, in dessen Einzugsgebiet sich die Stadt befand.
Im Jahre 1990 ging die Stadt zusammen mit dem Kreis Schmölln wieder an das Land Thüringen. Durch die Verwaltungsreform 1994 verlor Schmölln den Status einer Kreisstadt und ging zusammen mit dem Kreis Altenburg in dem neuen Landkreis Altenburger Land auf. Schmölln besitzt in den Raumordnungsplänen Thüringens momentan funktionsteilig mit Gößnitz den Status des Mittelzentrums. Die Stadt erfuhr seit der Wende eine recht positive Entwicklung. So entstanden am Stadtrand mehrere Gewerbegebiete (Nitzschka, Kemnitzgrund, Ronneburger Straße), während die Innenstadt eine hohe Einkaufskultur bewahren konnte, da Supermärkte, anders als beispielsweise in Crimmitschau oder Meerane, nicht auf die Grüne Wiese gesetzt wurden. Die Ansiedlung neuer Firmen wie beispielsweise der Autozuliefererindustrie in den neuentstandenen Gewerbegebieten an der Crimmitschauer Straße und in Nitzschka wurde begünstigt durch die Inbetriebnahme der Autobahnanschlussstelle 61 Schmölln der A 4. Durch zwei wesentliche Straßenbauarbeiten verbesserte sich die Infrastruktur der Stadt enorm. So wurden die Straßen Coßwitzanger und Bachstraße komplett neu als Bahnunterführung errichtet.

### Einwohnerentwicklung
1831 lebten in Schmölln 3467 Einwohner. Bis 1910 stieg die Einwohnerzahl auf 11.345 an. Die höchste Bevölkerungszahl wurde am Ende des Zweiten Weltkrieges erreicht. Im Jahr 2019 erhöhte sich die Einwohnerzahl Schmöllns durch die Eingemeindung von fünf umliegenden Gemeinden deutlich.
Entwicklung der Einwohnerzahl (ab 1960: 31. Dezember):
| 1925 bis 1994 - 1925: 13.475 - 1933: 13.398 - 1939: 13.036 - 1946: 15.084 a - 1950: 14.964 b - 1960: 13.827 - 1981: 12.421 - 1984: 12.164 - 1994: 12.618 | 1995 bis 2003 - 1995: 12.429 - 1996: 13.218 - 1997: 13.269 - 1998: 13.210 - 1999: 13.275 - 2000: 13.193 - 2001: 13.031 - 2002: 12.967 - 2003: 12.786 | 2004 bis 2012 - 2004: 12.770 - 2005: 12.576 - 2006: 12.395 - 2007: 12.275 - 2008: 12.224 - 2009: 12.068 - 2010: 11.879 - 2011: 11.571 - 2012: 11.457 | 2013 bis 2021 - 2013: 11.347 - 2014: 11.353 - 2015: 11.361 - 2016: 11.171 - 2017: 11.040 - 2018: 11.038 - 2019: 13.724 - 2020: 13.604 - 2021: 13.620 | ab 2022 - 2022: 13.715 - 2023: 13.655 |

Datenquelle ab 1994: Thüringer Landesamt für Statistik
Entwicklung der Einwohner nach Altersgruppen:
| Altersstruktur der Schmöllner Bevölkerung 2000 und 2015 | Altersstruktur der Schmöllner Bevölkerung 2000 und 2015 | Altersstruktur der Schmöllner Bevölkerung 2000 und 2015 | Altersstruktur der Schmöllner Bevölkerung 2000 und 2015 | Altersstruktur der Schmöllner Bevölkerung 2000 und 2015 |
| ------------------------------------------------------- | ------------------------------------------------------- | ------------------------------------------------------- | ------------------------------------------------------- | ------------------------------------------------------- |
| Bevölkerung im Alter von                                | Jahr                                                    |                                                         | Anteil                                                  | Veränderung                                             |
| unter 6                                                 | 2000                                                    |                                                         | 3,9 %                                                   | +0,6 %p                                                 |
| unter 6                                                 | 2015                                                    |                                                         | 4,5 %                                                   | +0,6 %p                                                 |
| 6 – 15                                                  | 2000                                                    |                                                         | 8,7 %                                                   | −2,6 %p                                                 |
| 6 – 15                                                  | 2015                                                    |                                                         | 6,1 %                                                   | −2,6 %p                                                 |
| 15 – 65                                                 | 2000                                                    |                                                         | 67,6 %                                                  | −4,8 %p                                                 |
| 15 – 65                                                 | 2015                                                    |                                                         | 62,8 %                                                  | −4,8 %p                                                 |
| über 65                                                 | 2000                                                    |                                                         | 19,8 %                                                  | +5,7 %p                                                 |
| über 65                                                 | 2015                                                    |                                                         | 25,5 %                                                  | +5,7 %p                                                 |
| Datenquelle: Thüringer Landesamt für Statistik          |                                                         |                                                         |                                                         |                                                         |

## Politik

### Stadtrat
Der Stadtrat von Schmölln setzt sich seit der Stadtratswahl am 26. Mai 2024 folgendermaßen zusammen (mit Vergleich zur Wahl 2019 und 2014):
|      | WVS* | CDU | BfS** | Linke | SPD | Neues Forum | FDP | Gesamt   |
| 2024 | 7    | 4   | 6     | 2     | 5   | -           | -   | 24 Sitze |
| 2019 | 6    | 6   | 5     | 5     | 5   | 2           | 1   | 30 Sitze |
| 2014 | –    | 7   | 3     | 5     | 4   | 4           | 1   | 24 Sitze |

* Wählervereinigung für das neue Schmölln     ** Bürger für Schmölln

### Bürgermeister
Bürgermeister ist seit Amtsantritt am 3. September 2015 der 1984 geborene Sven Schrade (SPD). Bereits zur Wahl 2009 stellte er sich als Kandidat auf, unterlag aber der Nachfolgerin des über vier Amtszeiten das Amt des Bürgermeisters bekleidenden Herbert Köhler (parteilos), Kathrin Lorenz (CDU). Bei der Wahl am 28. Juni 2015 setzte Sven Schrade sich im ersten Wahlgang mit 53,6 % der Stimmen bei einer Wahlbeteiligung von 58,2 % gegen Kathrin Lorenz (CDU) und Gunther Kupfer (Bürger für Schmölln) durch.
Auch die Bürgermeisterwahlen am 27. Juni 2021 entschied Sven Schrade (SPD) für sich mit 66,5 % (4.113 Stimmen) gegen Uwe Rückert (parteilos) 21,6 % (1337 Stimmen) und Markus Bär (BfS) 11,8 % (732 Stimmen). Die Wahlbeteiligung lag bei 53,9 % (6182 gültige Stimmen)

### Wappen

Banner

| Wappen von Schmölln | Blasonierung: „In Blau unter einem mit Fialen und Krabben verzierten goldenen gotischen Baldachin thronend die goldgekrönte Maria in rotem Gewand und blauem Mantel mit dem nackten Jesusknaben auf dem Schoß; darunter ein Topfhelm, besteckt mit grünen Pfauenfedern, vorn glatt, hinten gespiegelt.“ |
| Wappen von Schmölln | |

### Städtepartnerschaften
- Žďár nad Sázavou, Tschechien
- Dobele, Lettland
- Mühlacker, Baden-Württemberg; am 3. September 2016 wurde bei der 950-Jahr-Feier der Stadt Schmölln nach langjähriger Freundschaft beider Städte die offizielle Partnerschaft vereinbart.

## Kultur und Sehenswürdigkeiten

### Bauwerke

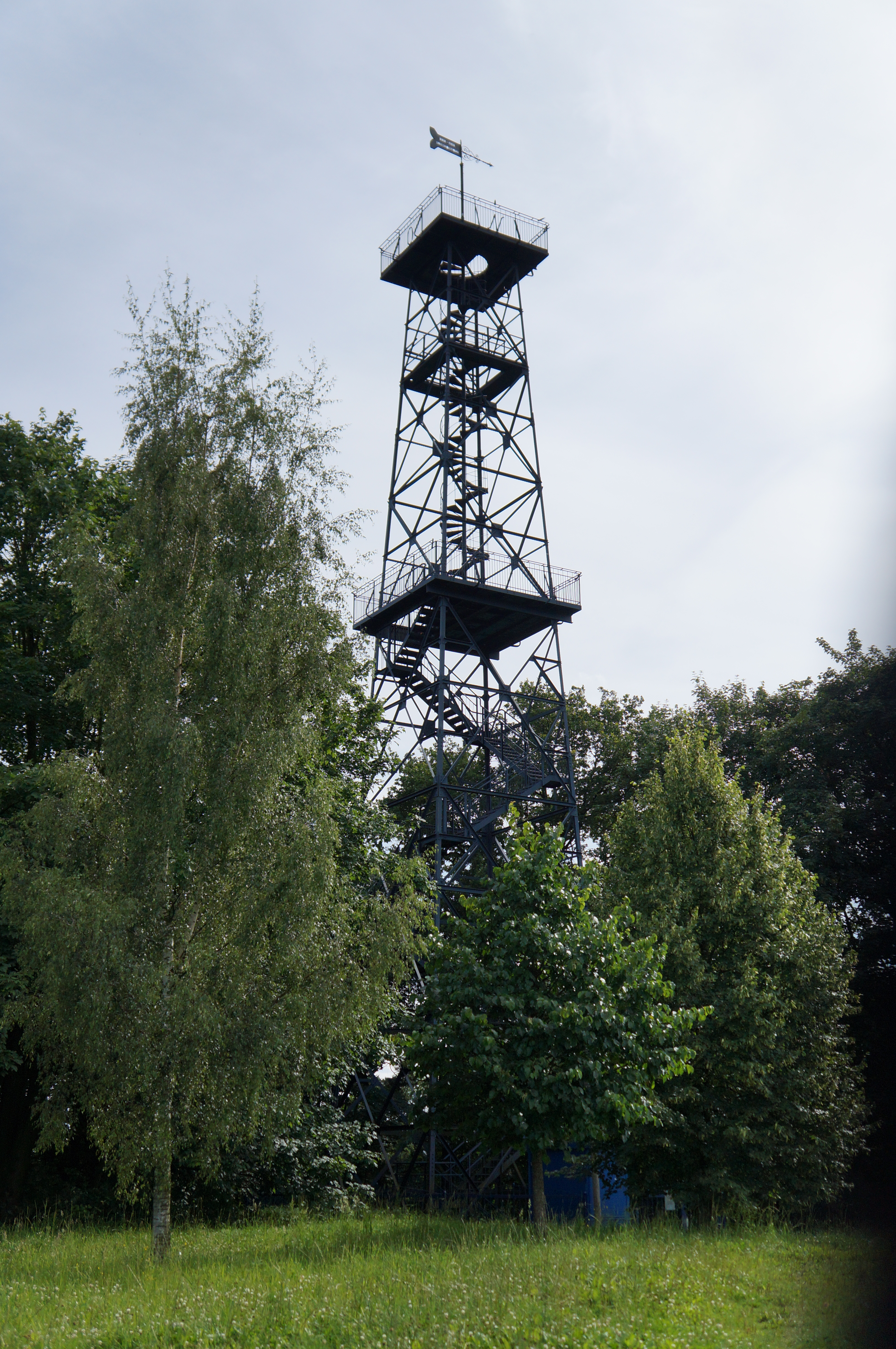
Ernst-Agnes-Turm

Besonders sehenswert in Schmölln ist die Altstadt. Der weitläufige mittelalterliche Markt mit dem Rathaus und dem Blick zur Stadtkirche ist ganzjährig sehr belebt, da zahlreiche Geschäfte wie beispielsweise Kaufland in sanierten historischen Gebäuden anzutreffen sind. Lange Öffnungszeiten begünstigen dies zusätzlich. Sehenswert ist auch die Friedhofskapelle, sie war die ehemalige Spitalkirche. Viele Fachwerkhäuser sind zudem um die spätgotische Stadtkirche angeordnet. Weiterhin ist ein Teil der Stadtmauer mit begehbarem Turm zu besichtigen. Zudem sei auch der Hillerturm erwähnt. Selbiger ist nach umfangreichen Restaurierungsarbeiten im Rahmen von Hochzeiten und Veranstaltungen zu besichtigen.
Ein Beispiel für die industrielle Entwicklung des 19. Jahrhunderts in Schmölln ist die Knopfindustrie. Im Jahre 1863 wurden erstmals Knöpfe hergestellt. Von dem Ernst-Agnes-Turm, der 1893 auf dem Pfefferberg errichtet wurde, bietet sich ein guter Blick in das Umland und auf die ehemalige Fabrik sowie das 1997 eröffnete Knopf- und Regionalmuseum, welches direkt am idyllischen Stadtpark liegt. Eine Zweigstelle des Museums ist in einer ehemaligen Turnhalle unweit des Hauptgebäudes untergebracht.
Für die Komplettübersicht denkmalgeschützter Bauwerke in der Stadt siehe Liste der Kulturdenkmale in Schmölln.

Bauwerke
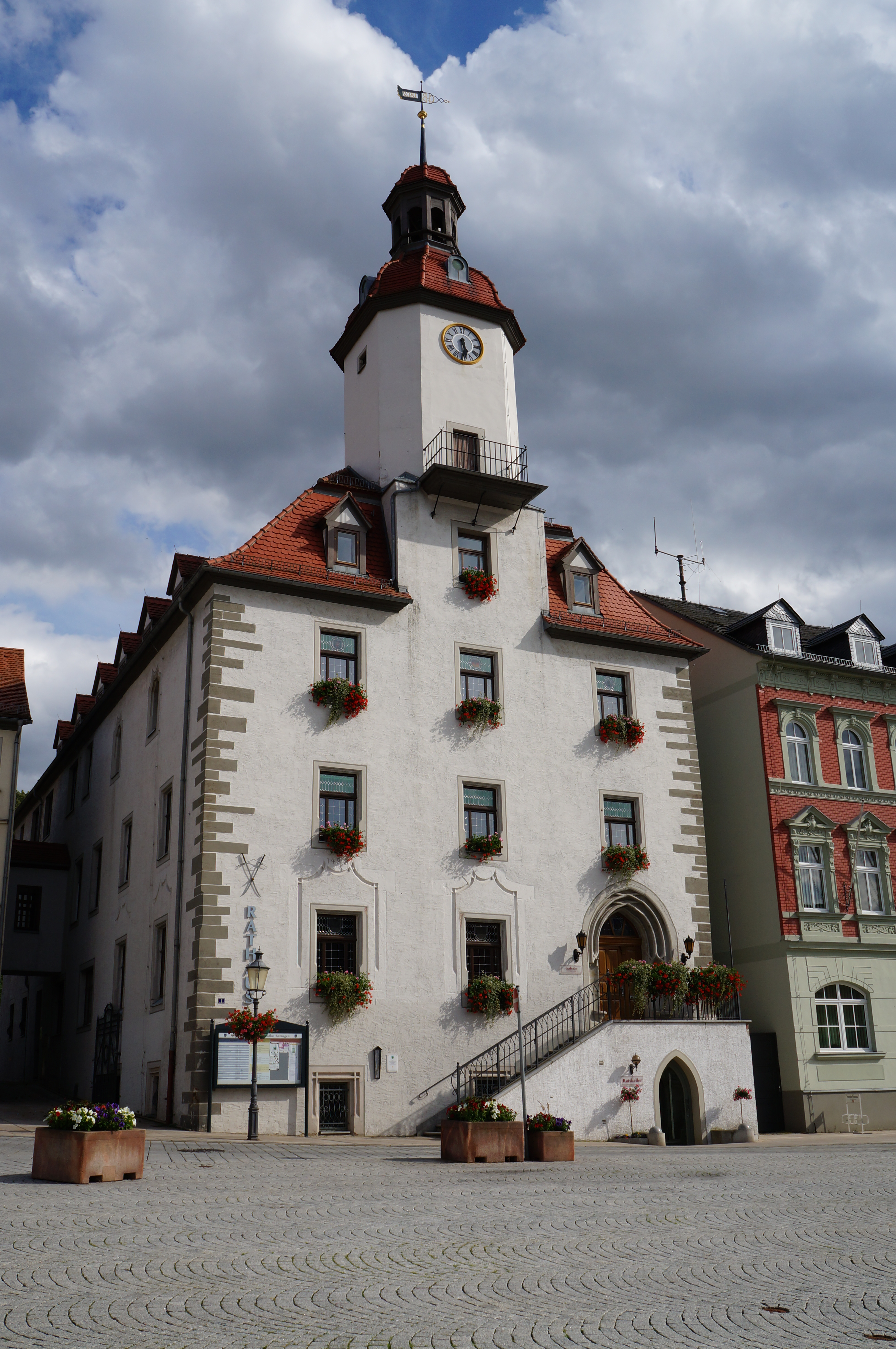
Rathaus
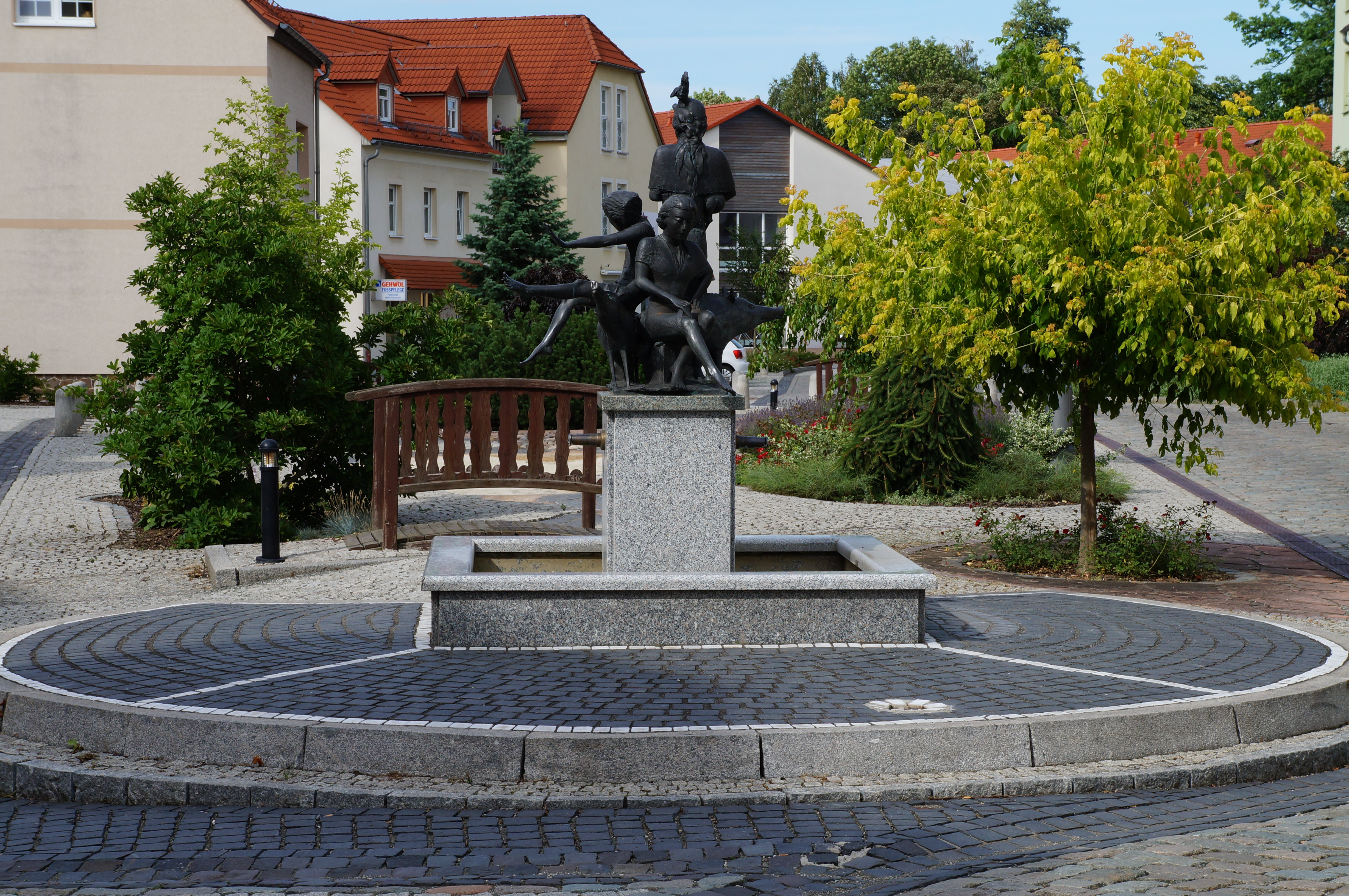
Brückenplatz
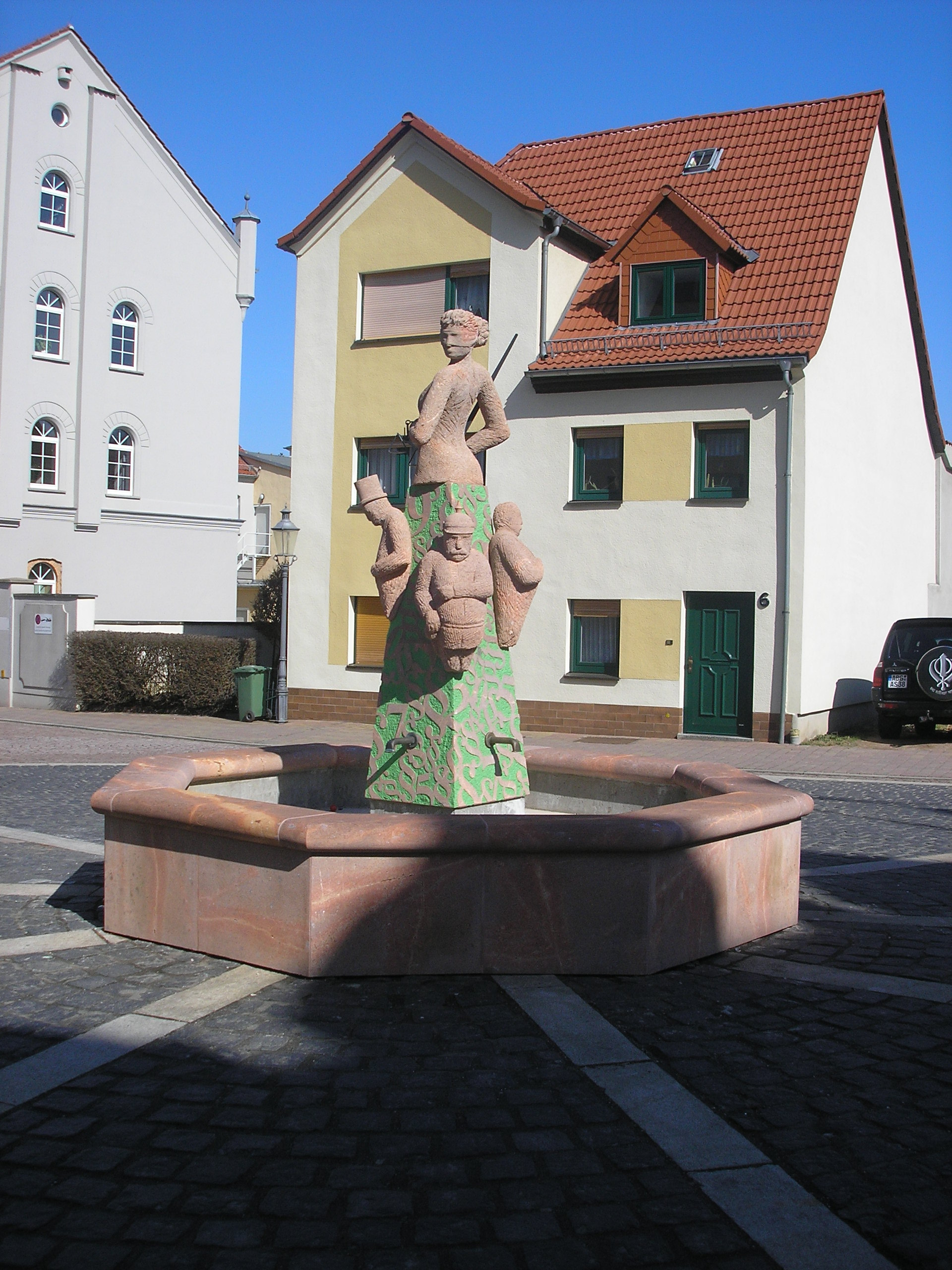
Brunnen am Amtsplatz
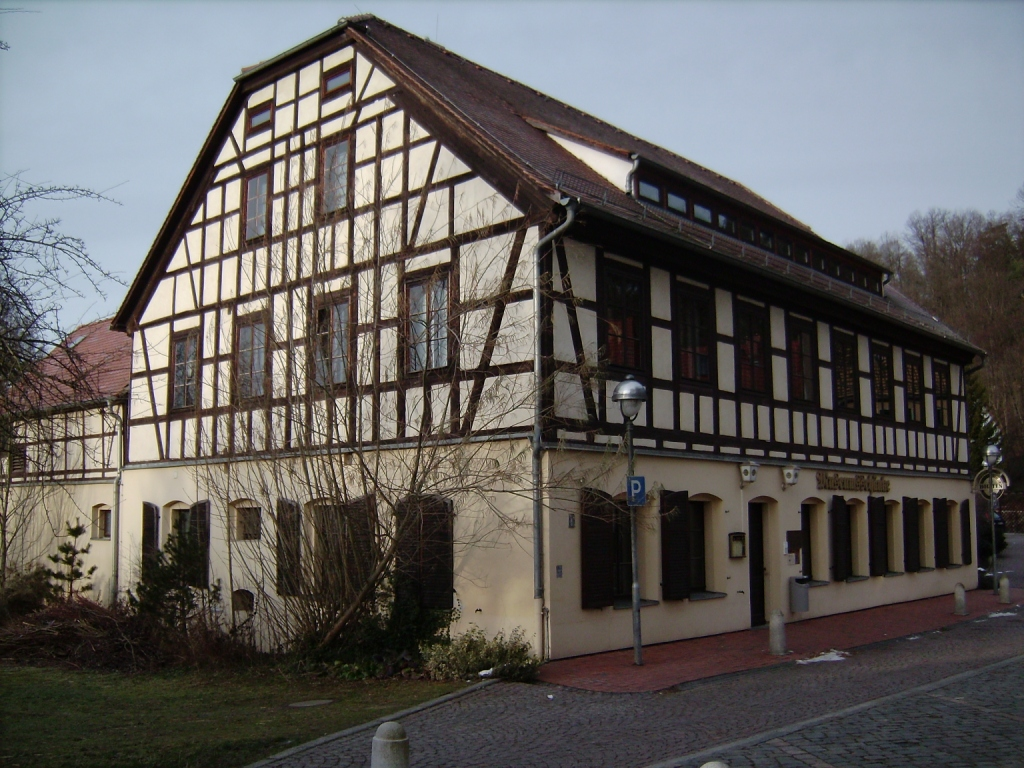
Knopf- und Regionalmuseum

### Sport
Seit 1999 findet jährlich die Etappe „Rund um Schmölln“ der Internationalen Thüringen-Rundfahrt der Frauen sowie das bei der Rundfahrt einzigartige „Jedermann-Rennen“, zu dem auch Amateure zur Teilnahme zugelassen sind, statt.

### Kulinarische Spezialitäten

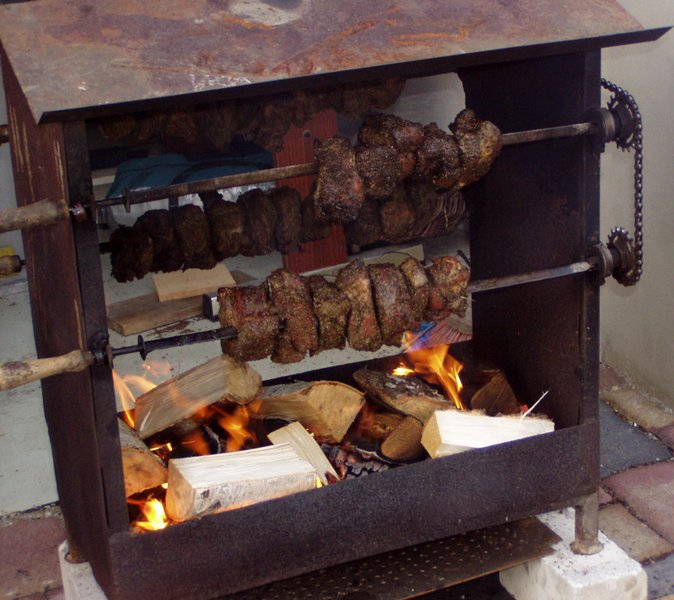
Mutzbratenzubereitung

Eine bekannte Spezialität im Gebiet zwischen Schmölln und Altenburg ist der Mutzbraten, meist serviert mit Brot und Sauerkraut. Er wird über Birkenholz zubereitet.
Eine in den 1960er und 1970er Jahren geläufige Art der Kinderverköstigung in Gaststätten war die Lebensmittelkombination „Ä Sießchen und ä Blondchen“. Dabei handelt es sich um eine kleine Wiener Wurst und eine gelbe Limonade. Die Bezeichnung „Sießchen“ kann zum einen vom Englischen „sausage“ abgeleitet werden. Ein anderer Ansatz ist der Bezug auf die Wurstgröße, die man als „süß“ (niedlich) bezeichnen kann. Der Schmöllner Dialekt machte daraus dann „Sießchen“. Die Ableitung des „Blondchens“ ist wohl allein auf die Farbe des Getränks zurückzuführen.

## Wirtschaft und Infrastruktur
Seit Mai 2016 ist in der Schmöllner Innenstadt kostenloses WLAN verfügbar.

### Verkehr

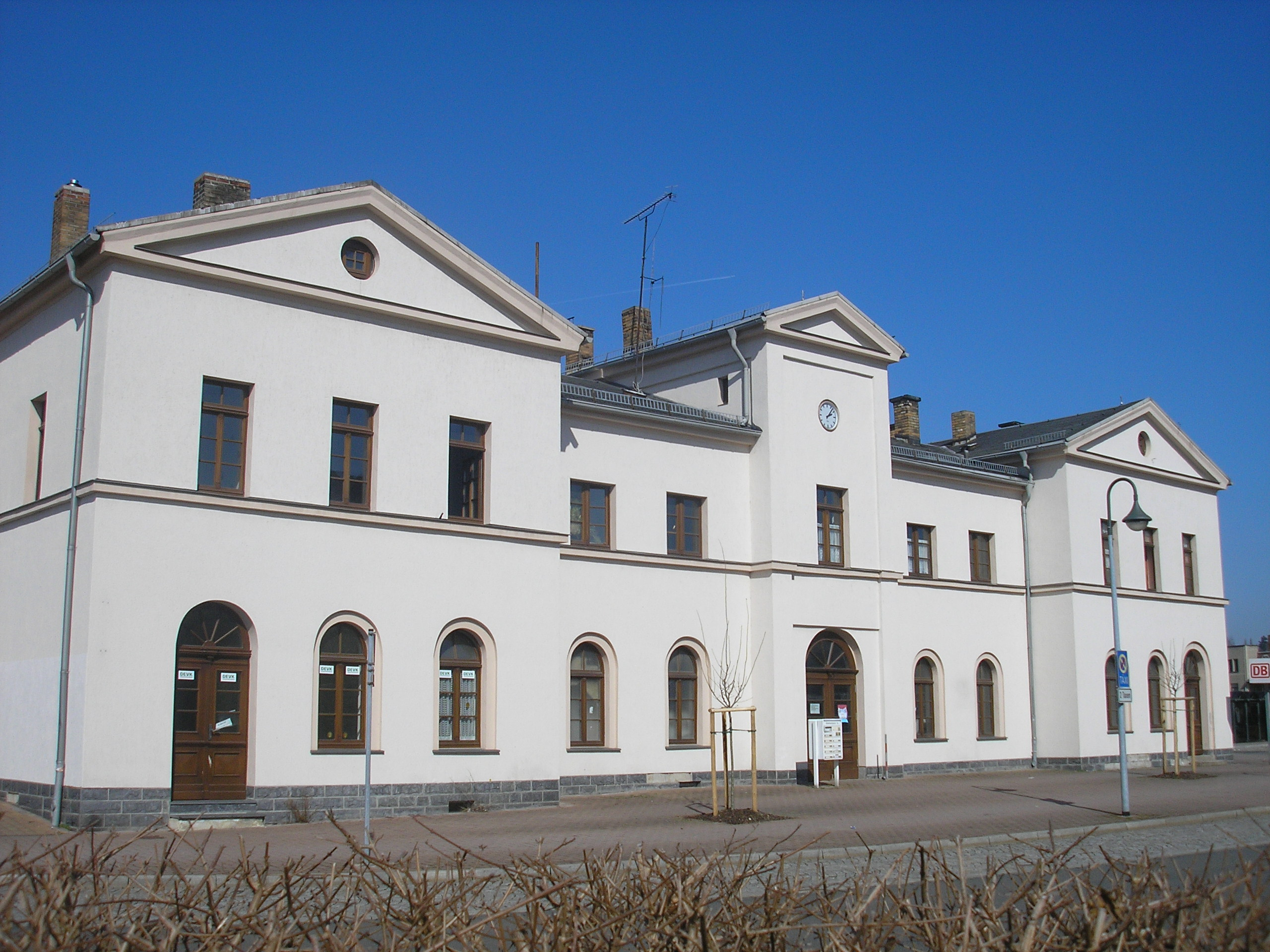
Bahnhof zu Schmölln

Schmölln liegt an der A 4 (Anschlussstelle 61: Schmölln) und der B 7 (Gera–Altenburg). An der Bahnstrecke Gößnitz–Gera gibt es in Schmölln einen Bahnhof, der vom Regional-Express Glauchau–Erfurt–Göttingen sowie vom Regional-Express auf der Strecke Altenburg–Erfurt bedient wird. Der Haltepunkt im Ortsteil Großstöbnitz wurde seit dem Wegfall der Regionalbahnen im Dezember 2008 anfangs noch früh morgens und spät abends, inzwischen jedoch gar nicht mehr bedient. Zudem gibt es mehrere Regionalanbindungen nach Altenburg, Dobitschen, Thonhausen, Gera, Großstechau und Dobra. An Wochenenden fahren nur Busse nach Altenburg.
Schmölln besitzt zudem eine Stadtbuslinie mit der Bezeichnung R, die Richtung Blumenstraße über den Markt, zum Förderzentrum und weiter in Richtung Ahornring/Bahnhof fährt. Schmöllns Stadtbus verkehrt einmal in der Stunde von Montag bis Freitag. An Wochenenden und Feiertagen fährt der Stadtbus nicht. Der Busverkehr wird betrieben von der THÜSAC, dem Bahnverkehr der DB Region Süd-Ost.

### Wasserver- und Abwasserentsorgung
Die Stadt Schmölln übernimmt die Aufgabe der Wasserver- und Abwasserentsorgung mit Hilfe der Stadtwerke Schmölln. Für die Orte Altkirchen, Braunshain, Drogen, Gimmel, Gödissa, Göldschen, Großbraunshain, Großtauschwitz, Hartha, Illsitz, Jauern, Kleintauscha, Kleintauschwitz, Kratschütz, Lumpzig, Mohlis, Nöbden, Platschütz, Prehna, Röthenitz und Trebula übernimmt dies der Zweckverband Wasserver- und Abwasserentsorgung Altenburger Land. In den Orten der ehemaligen Gemeinden Nöbdenitz und Wildenbörten der Eigenbetrieb Gemeindewerke "Oberes Sprottental" der Verwaltungsgemeinschaft Oberes Sprottental.

### Ansässige Unternehmen
Wie in den meisten Städten Ostthüringens und Westsachsens war auch die Wirtschaftsstruktur Schmöllns stark von der Textilindustrie geprägt. In der 1861 eingeführten Knopffabrikation war bis zum Ersten Weltkrieg die Hälfte aller Arbeiter beschäftigt. Korrespondierend dazu entwickelte sich die Bürsten- und Zahnbürstenfabrikation sowie der Maschinenbau.
Vor allem nach dem Zweiten Weltkrieg erlebten der Werkzeugmaschinenbau (VEB PWS, VEB KnoHoMa) sowie die Kunststoffindustrie (VEB Galfütex) einen Aufschwung. Nach der Wende von 1990 gelang es, nach großen Arbeitsplatzverlusten die Industrie zu stabilisieren. Zudem erfolgten zahlreiche Neuansiedlungen im Bereich der Automobilzulieferer (Neumayer Tekfor) und Nahrungsmittelindustrie (Burkhardt-Feinkostwerke, Wolf-Wurstwaren).
Die traditionellen Bereiche im Maschinen- und Werkzeugbau (PWS Präzisionswerkzeuge GmbH, H.O.T. Oberflächentechnik, HASCO, Midena) sowie in der Kunststoffverarbeitung (KTS Kunststofftechnik Schmölln, Markus Birner Kunststofftechnik GmbH) bestehen weiterhin in der Stadt.
Im Jahr 2018 hat sich die LOGMACO GmbH & Co. KG im Industriegebiet Nitzschka angesiedelt, spezialisiert auf die Durchführung von Teil- und Komplettladungen im nationalen und europaweiten Raum und der Organisation und Durchführung von Time critical Verkehren.
Weiterhin ist Schmölln Sitz der Genossenschaftsbank VR-Bank Altenburger Land eG mit ihrer bundesweit tätigen Direktbank „Deutsche Skatbank“.
Von ehemals über zehn Knopffabriken besteht nur noch eine („zwerenz industries“), die Textilindustrie ist aus Schmölln ebenfalls bis auf ein Unternehmen verschwunden. Im Vergleich zu anderen Standorten in den Neuen Bundesländern kann Schmölln auf eine positive Wirtschaftsentwicklung zurückblicken, was sich auch im Stadtbild bemerkbar macht. Neue Industriestandorte (Industriegebiet Nitzschka, Industriegebiet Crimmitschauer Straße I/II/III) wurden erschlossen. In dem Industrieverbundsstandort Nitzschka-Nörditz des Städtebundes Schmölln-Gößnitz siedeln sich seit der Gründung im Jahre 2002 produzierende Gewerbe an.

### Medien
- Kabel plus, Fernsehen für die Region Schmölln, Meerane, Waldenburg
- Schmöllner Nachrichten (Lokalausgabe der Ostthüringer Zeitung)

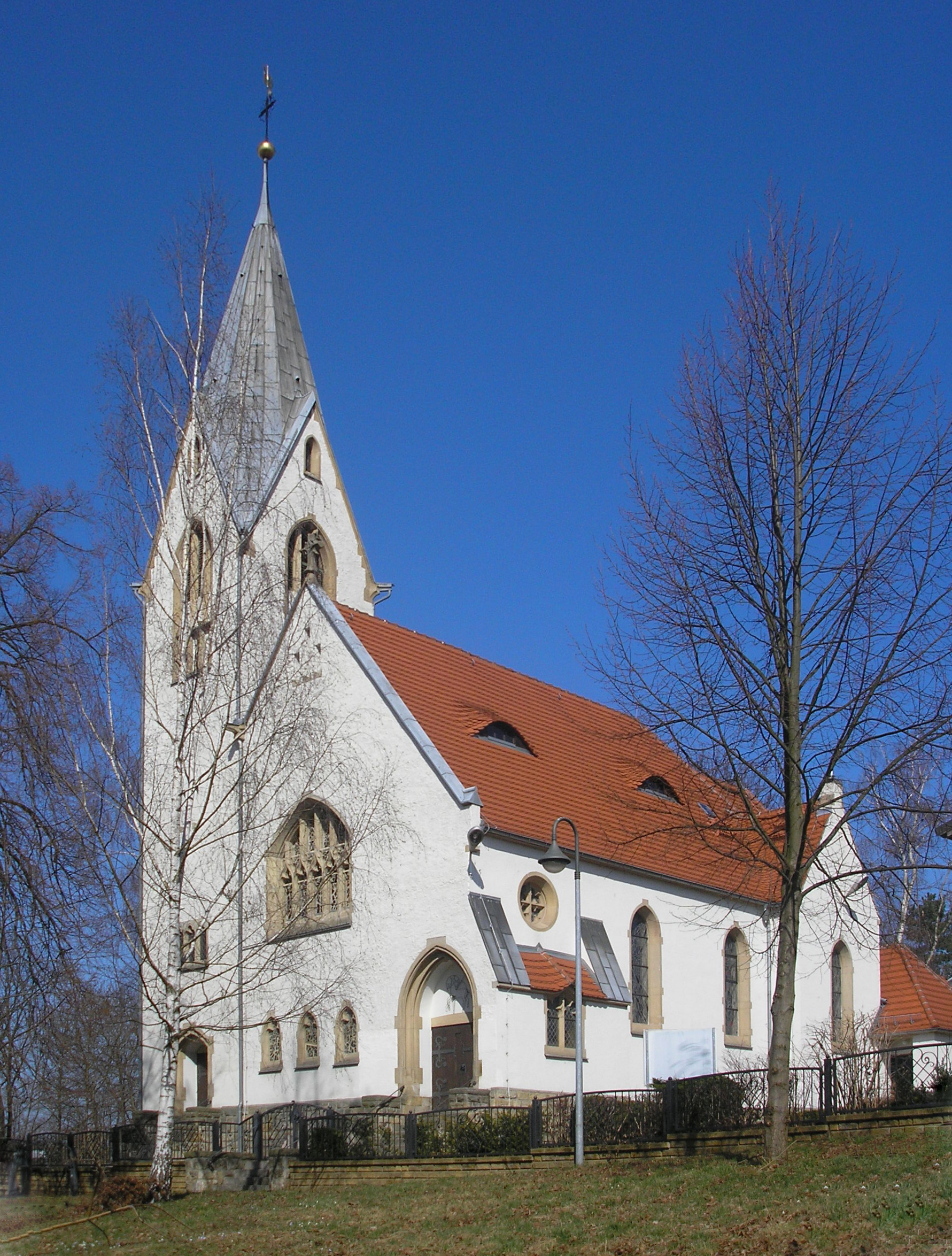
Katholische Kirche

### Öffentliche Einrichtungen

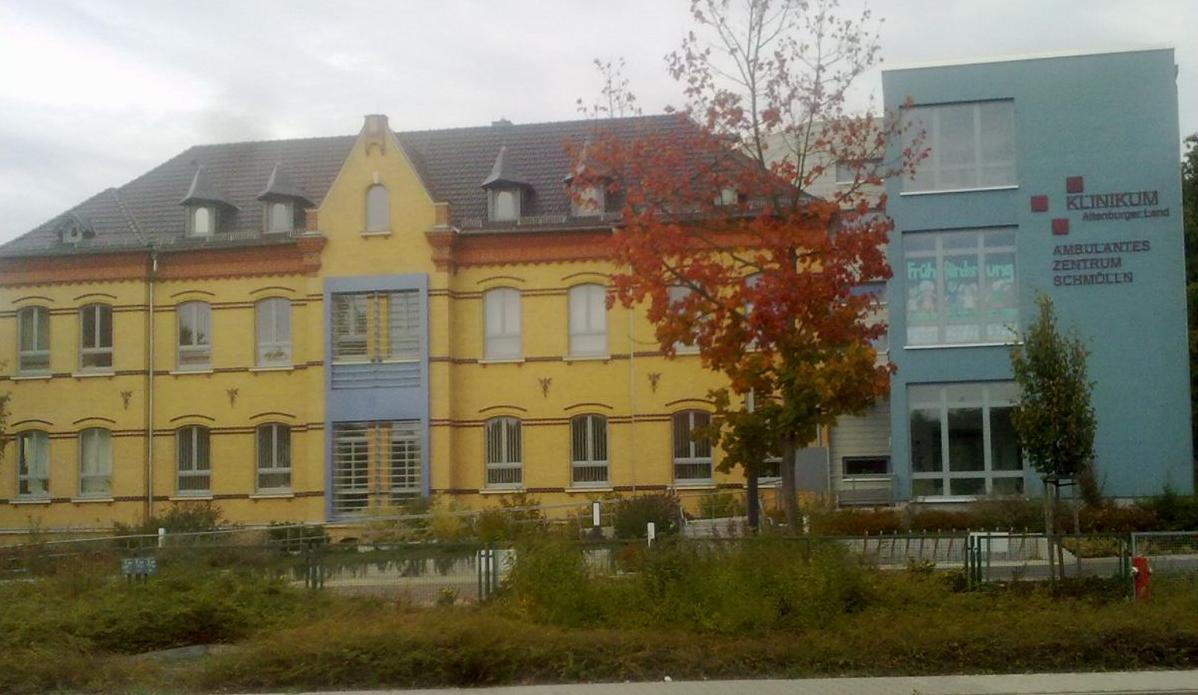
Klinikum Altenburger Land in Schmölln

Hierbei sind die Stadtverwaltung der Stadt Schmölln, die Johanniter-Rettungswache, die Freiwillige Feuerwehr Schmölln, die Außenstelle des Klinikums Altenburger Land, das Standesamt und die Stadtbibliothek zu nennen.
Institutionen und Körperschaften sind das 2006 eröffnete Frei- und Hallenbad „Tatami“, das Regional- und Knopfmuseum Schmölln, die 1993 errichtete Mehrzweckhalle „Ostthüringenhalle“, das Jugendfreizeitzentrum TheBASE oder auch die Freizeit- und Kletterhalle Schmölln.
An kirchlichen Gemeinden ist die evangelische Stadtkirche St. Nicolai mit Kantorei, die katholische Gemeinde St. Maria Immaculata, die neuapostolische Gemeinde und die Evangelisch-Freikirchliche Gemeinde, die ein besonderes Jugendprogramm leitet, zu nennen.

### Bildung

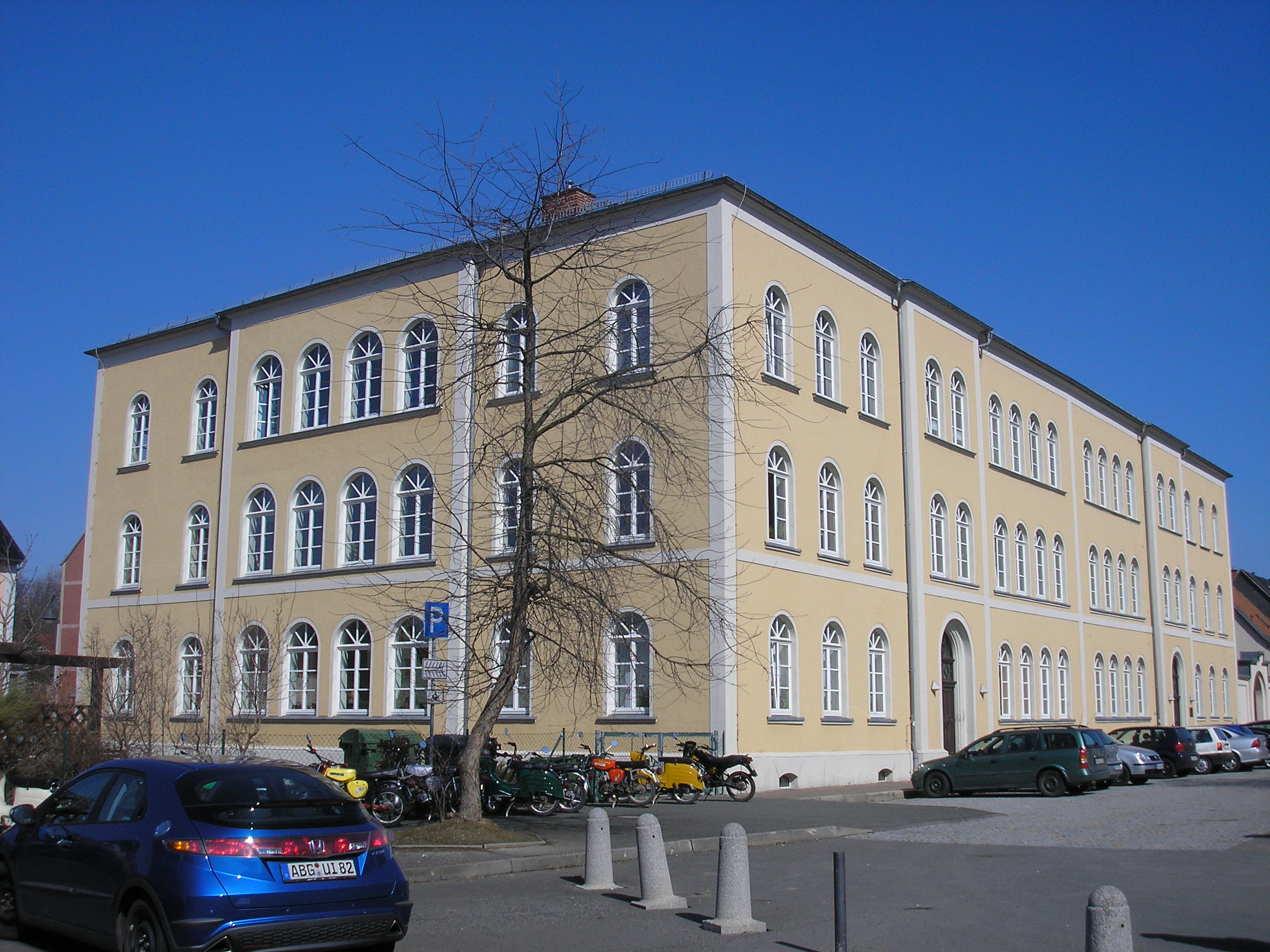
Ehemaliges Gymnasium

Bildungseinrichtungen sind die staatliche Grundschule Schmölln ugs. Grundschule „Am Finkenweg“, die staatliche Regelschule Schmölln ugs. Regelschule „Am Eichberg“, das staatliche Roman-Herzog-Gymnasium Schmölln und das Förderzentrum Schmölln. Hinzu kommen fünf Kindertagesstätten, die Musikschule Johann Friedrich Agricola, die Geschäftsstelle der Volkshochschule Altenburger Land sowie die Stadtbibliothek auf dem Markt.

## Persönlichkeiten

### Ehrenbürger
- Paul von Hindenburg (1847–1934), Generalfeldmarschall[28]

### Söhne und Töchter der Stadt
- Johann Christian Albrecht (1716–1800), Musikschriftsteller und protestantischer Pfarrer, geboren in Altkirchen
- Christoph Opitz (1815–1885), Orgelbauer, geboren in Dobra
- Oskar Weise (1851–1933), Germanist
- Alfred Devrient (1860–1925), Generalleutnant
- Wolfgang Reichardt (1880–1943), Jurist und Präsident des Statistischen Reichsamtes
- Albrecht Hase (1882–1962), Entomologe und Parasitologe
- Friedrich Winkler (1888–1965), im Ortsteil Prehna geborener Kunsthistoriker und Museumsdirektor
- Ernst Otto (1891–1941), evangelischer Pfarrer, Leiter der Lutherischen Bekenntnisgemeinschaft Thüringen (Bekennende Kirche) = „Notbischof“ der Thüringer evangelischen Kirche (1934–1938)
- Herbert Staude (1901–1983), Chemiker
- Erich Pachnicke (1905–1963), Politiker (SPD), Oberbürgermeister von Siegen
- Martin Markgraf (1907–1986), Funktionär der SED
- Helmut Donat (1909–1998), Pädagoge, Psychologe und Hochschullehrer
- Werner Beyer (1920–1997), Posaunist (Sächsische Staatskapelle Dresden)
- Hans Neupert (1920–2017), Grafiker und Maler
- Rudolf Rost (1921–1981), Politiker (SED),
- Rüdiger Wilhelm Kahnt (1924–1994), Leitender Regierungsdirektor im Bezirk Weser-Ems und Stadtrat der Stadt Oldenburg (1979–1986)
- Siegfried Ebel (1934–2019), Pharmazeut und Professor für Pharmazeutische Chemie an der Universität Würzburg
- Horst Bräutigam (* 1937), vierfacher Weltmeister im Sportkegeln
- Herbert Köhler (1943–2022), Politiker (parteilos), Träger des Bundesverdienstkreuzes[29] und Ehrenbürger der Stadt Schmölln[30]. Er prägte 19 Jahre lang maßgeblich die Entwicklung der Stadt Schmölln als erster Bürgermeister nach der Wiedervereinigung
- Lothar Schramm (* 1945), promovierter und habilitierter deutscher Jurist, Dozent an der Universität Halle, danach an der seit 1990 bestehenden Brandenburgischen Landeshochschule Potsdam (BLH) Hochschullehrer für Agrarrecht, der heutigen Universität Potsdam, ab 1992 zugelassener Rechtsanwalt
- Franz Bartzsch (1947–2010), Musiker
- Gabriele Berthel (* 1948), Schriftstellerin und Collagistin
- Engelbert von Nordhausen (* 1948), Schauspieler und Synchronsprecher
- Michael Buchheim (* 1949), Sportschütze, Olympiadritter im Skeetschießen 1972 in München
- Lutz Remus (* 1960), Ringer
- Klaus-Jürgen Kamprad (* 1962), Musikwissenschaftler, Verleger, Musikproduzent und Herausgeber
- Simone Schulze (* 1963), Politikerin (CDU), Mitglied des Thüringer Landtags
- Matthias Steinert (* 1964), Chirurg, Forscher und Hochschullehrer
- Jens König (* 1965), Fußballspieler
- Steffen Benndorf (* 1974), Spieleautor
- Steven Küchler (* 1975), Boxer und Boxtrainer
- Caroline Scholze (* 1975), Schauspielerin
- Kristin Jahn (* 1976), Literaturwissenschaftlerin und evangelische Theologin, Generalsekretärin des Deutschen Evangelischen Kirchentags
- Theresa Scholze (* 1980), Schauspielerin
- Katja Demut (* 1983), Leichtathletin (Dreisprung)
- Matthias Plarre (* 1992), Radrennfahrer

### Mit Schmölln verbundene Personen
- Luise Neupert-Keil (1926–2009), Scherenschnittkünstlerin und Werbegrafikerin, lebte in Schmölln
- Gisela Birkemeyer (1931–2024), Leichtathletin, in Schmölln aufgewachsen

## Sonstiges
Schmölln ist die Heimat der Haustaubenrasse Schmöllner Trommeltaube, welche seit 1912 gezüchtet wird.